# プレーンズ・オブ・フェイム航空博物館
プレーンズ・オブ・フェイム航空博物館（プレーンズ・オブ・フェイムこうくうはくぶつかん、Planes of Fame Air Museum）は、アメリカ合衆国カリフォルニア州サンバーナーディーノ郡チノおよびアリゾナ州ココニノ郡ヴェイルにある航空博物館。1957年に開館した。

## 歴史
1957年1月12日、エドワード・トーマス・マロニーが貴重な歴史的航空機を保護するための施設としてカリフォルニア州クレアモントに設立した。設立時の名称はThe Air Museum。現館長のスティーヴ・ヒントンら少数のボランティアによって航空機を飛行可能な状態に維持していた。
1962年、オンタリオ国際空港の敷地内に移転。1970年、空港の拡張工事に伴い博物館は再度移転。静態展示機はブエナパークのナッツベリーファーム近くにあるMovie World: Cars of the Stars and Planes of Fame Museumに移動し、飛行可能機はチノ空港に移設された。チノ空港にはかつてアメリカ陸軍航空軍の訓練部隊が所在しており、約1万人の兵士がパイロット訓練を受けた。
1973年のMovie World閉館に伴い、所蔵機は全てチノ空港に移され名称も現在のプレーンズ・オブ・フェイムとなった。
1995年、コレクションの増加に伴いアリゾナ州ヴェイルに別館が建設された。
2004年から2008年にかけてコレクションの充実が図られ、朝鮮戦争期以降のジェット機も展示されるようになった。

## 展示機
第2次世界大戦期の日本軍機のコレクションがよく知られている。特に有名な収蔵品として、1944年にサイパン島で鹵獲され、現在まで飛行可能な状態を保っている零式艦上戦闘機五二型61-120号機がある。これ以外にも一式陸上攻撃機、九九式艦上爆撃機、雷電、彗星、桜花、秋水などを収蔵・展示している。また2024年現在知覧特攻平和会館に展示されている四式戦闘機は元々この博物館の所有機だった。

### ギャラリー
・機体名表記は公式サイトに準拠。

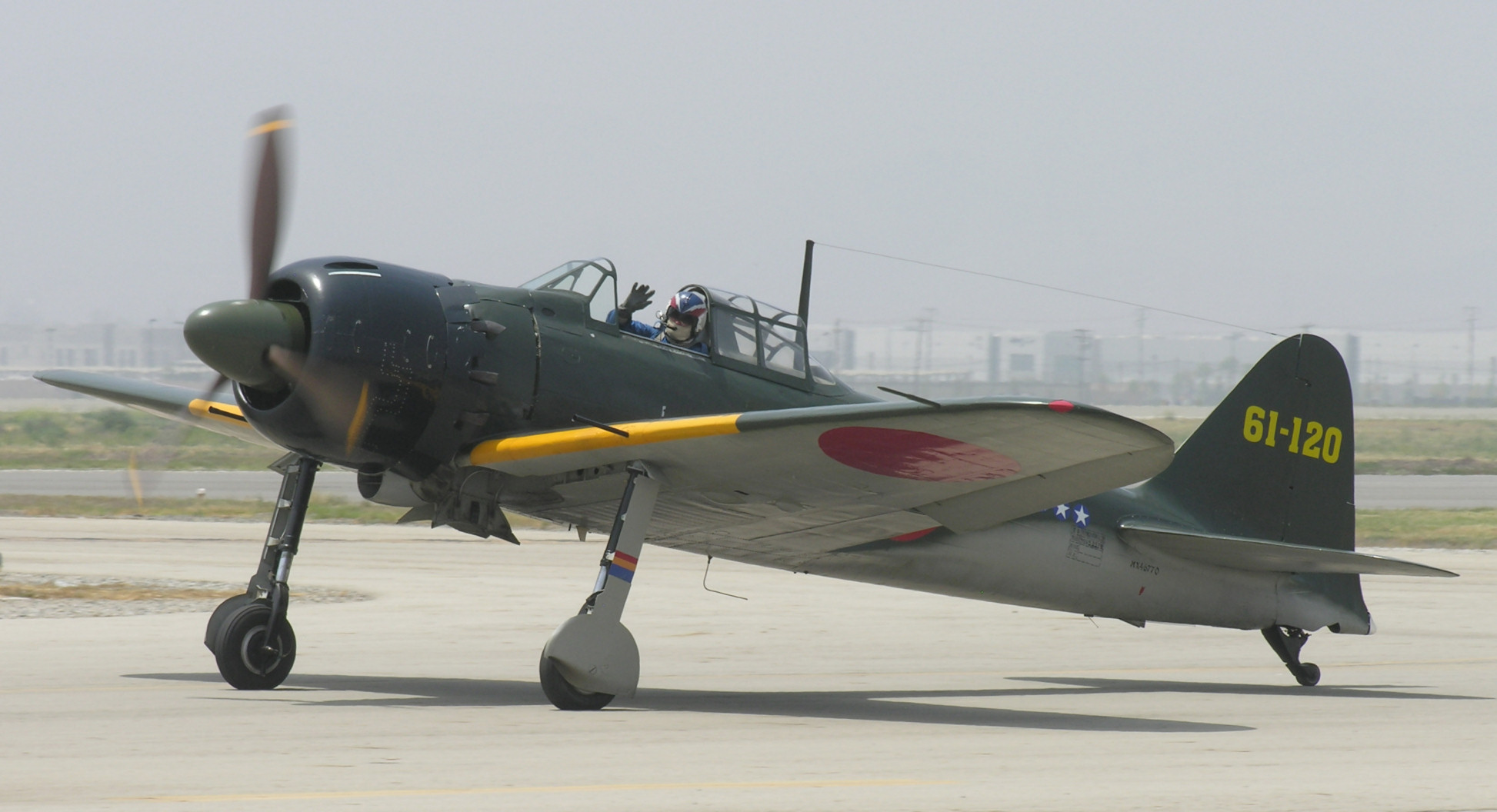
A6M5 零式艦上戦闘機五二型 製造番号 中島第5357号、尾翼番号 61-120。唯一栄エンジン[6]を搭載して飛行できる零戦。
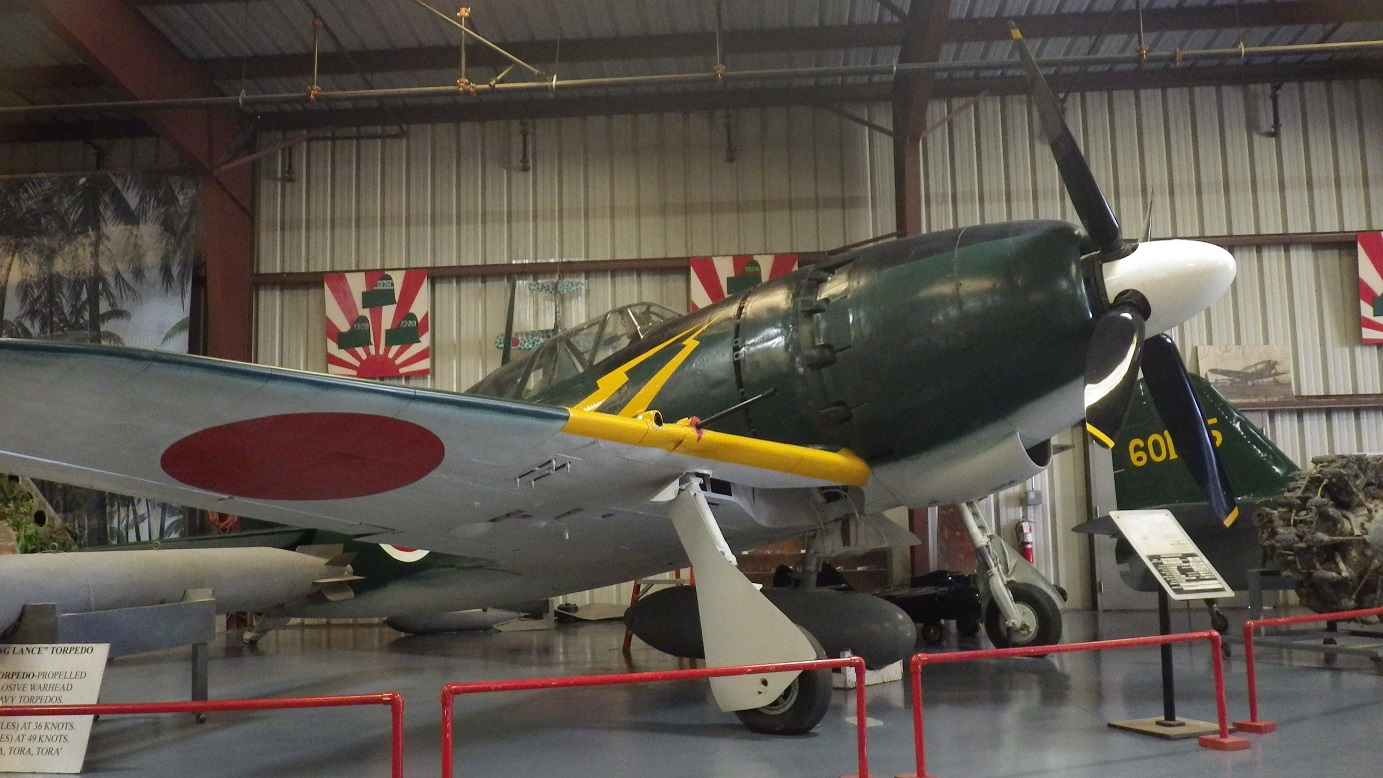
J2M3 雷電二一型 製造番号 三菱第3014号、尾翼番号 81-124であるが、現在尾翼番号はﾖD-1158の塗装となっている。
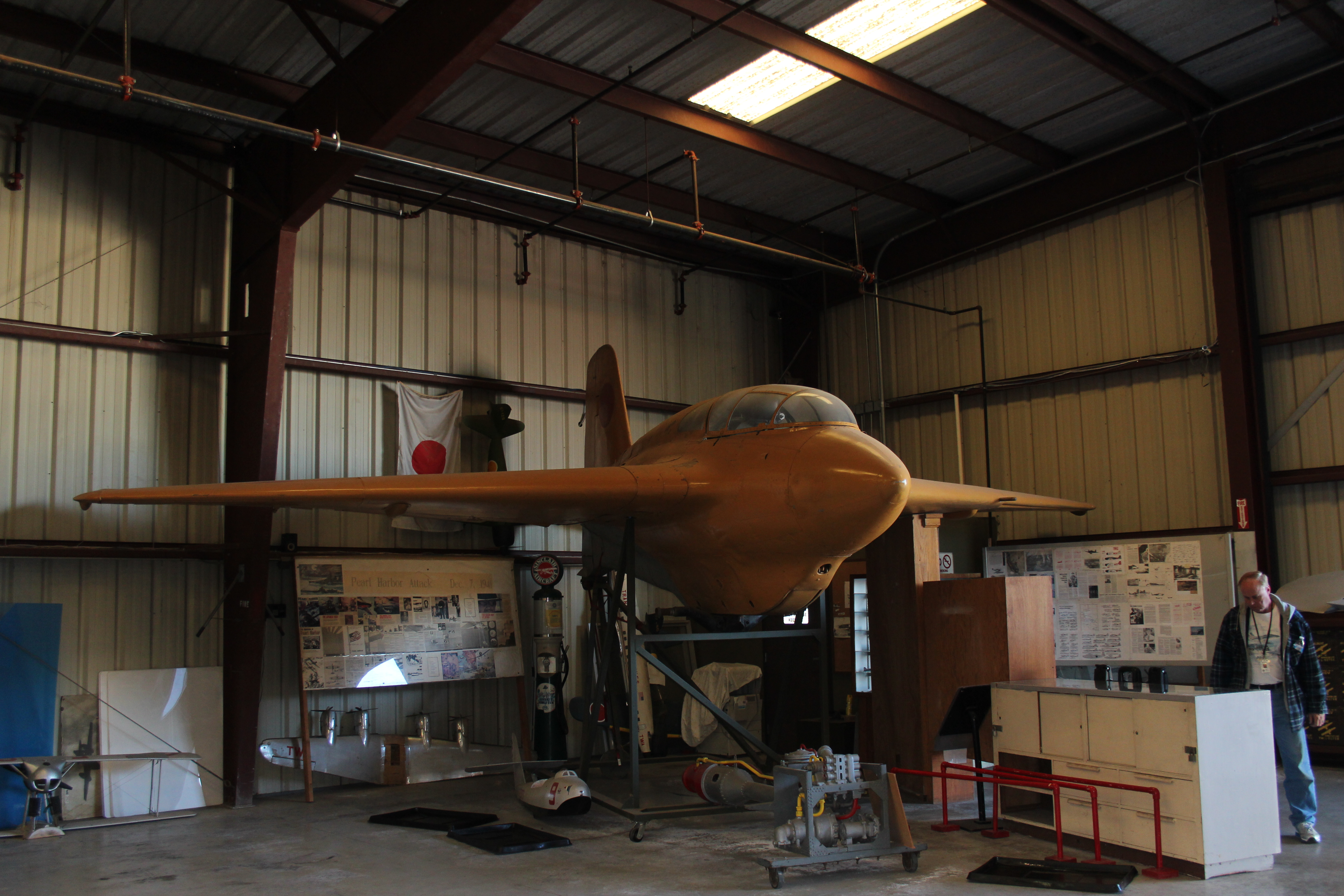
J8M1 秋水 製造番号 三菱第403号。
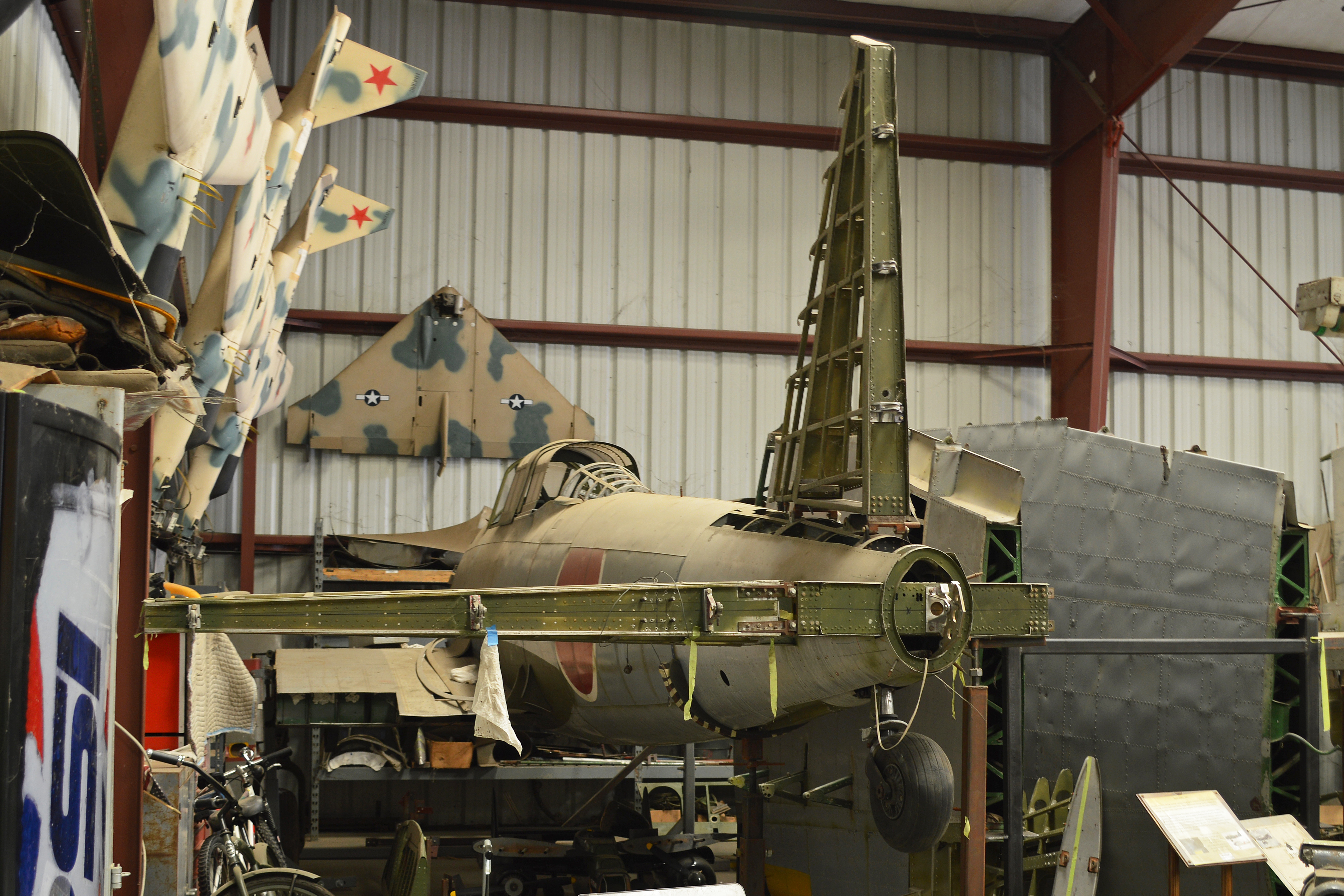
D3A2 九九式艦上爆撃機二二型 番号など詳細は不明。現在飛行可能な状態へ向けて復元作業中。
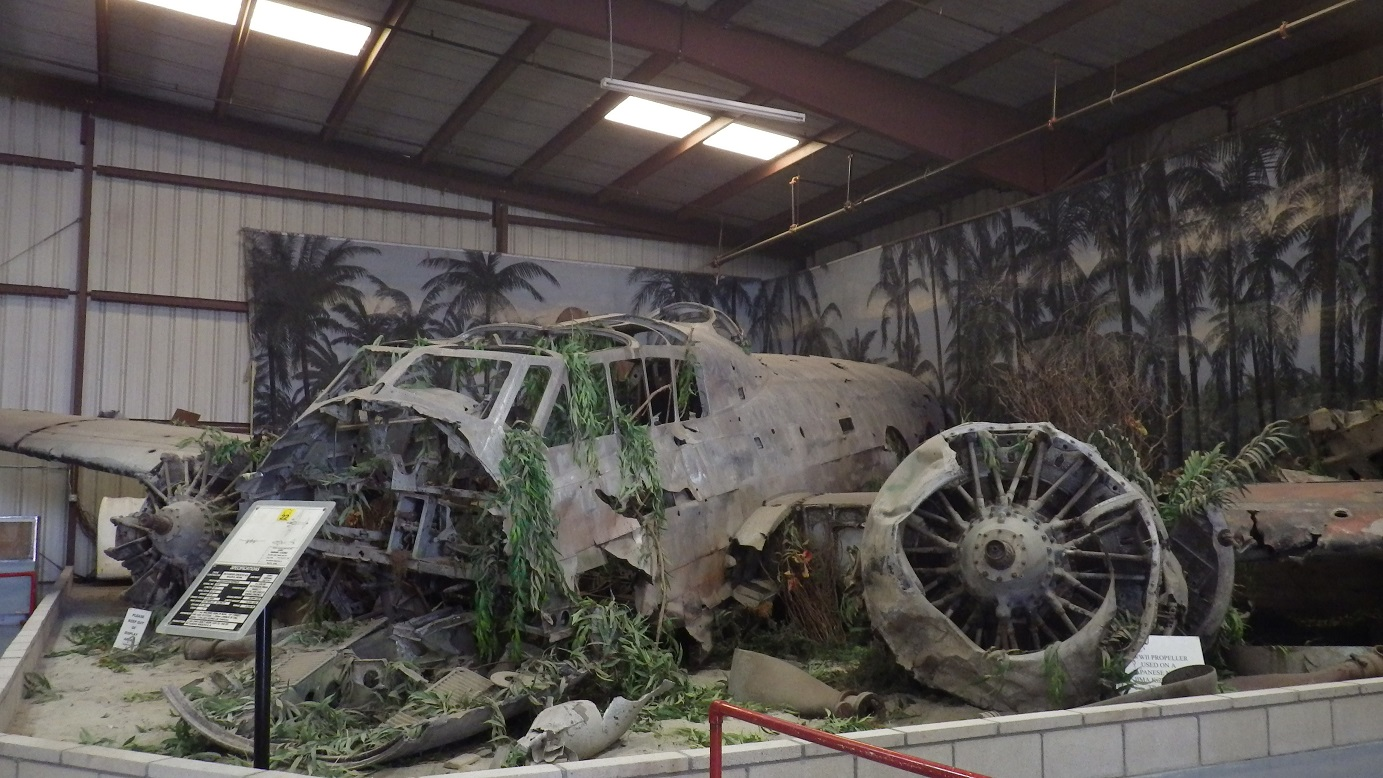
G4M1 一式陸上攻撃機一一型 製造番号 三菱第1280号、尾翼番号 ?-321。
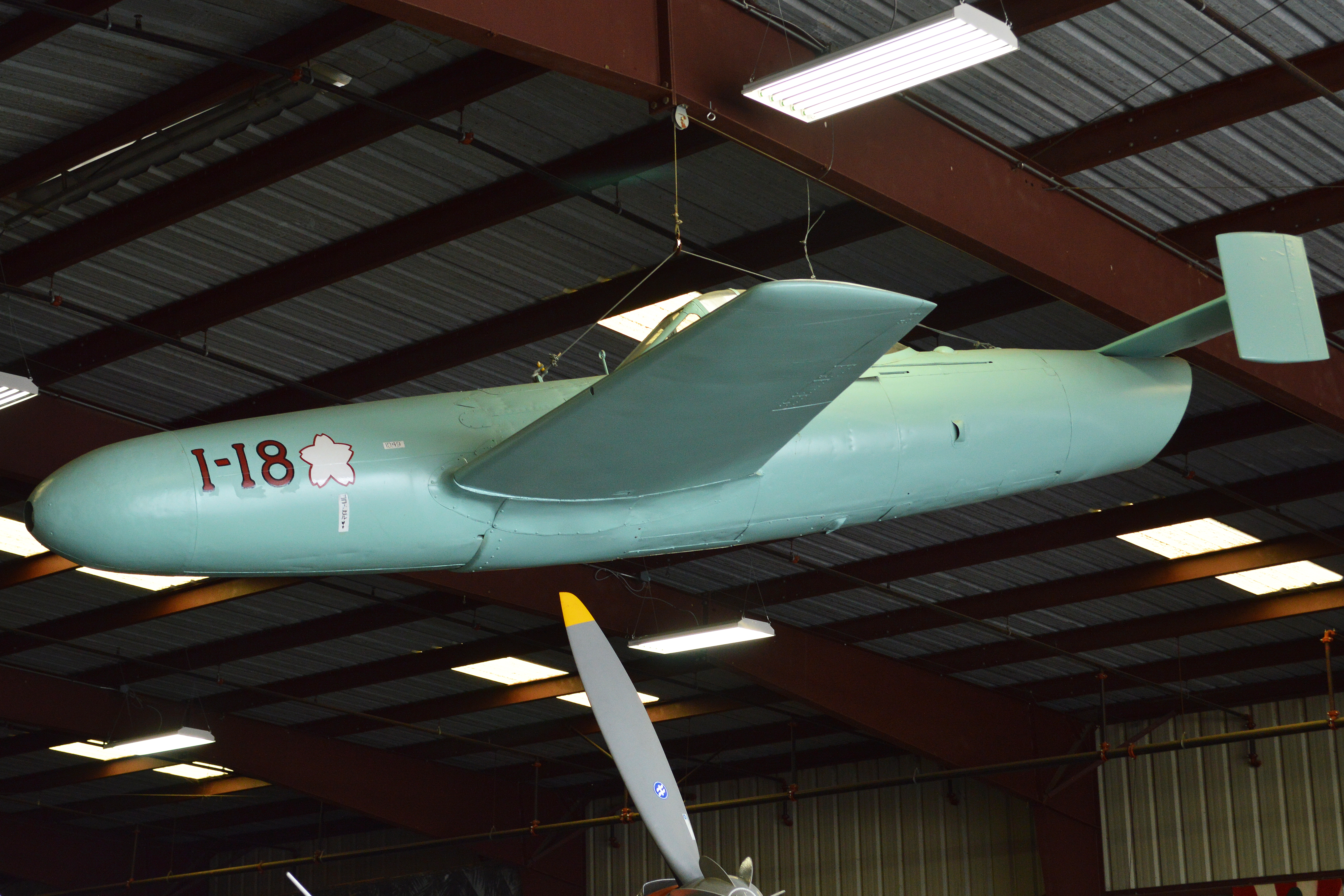
MXY7 桜花一一型 製造番号 空技廠1049号。
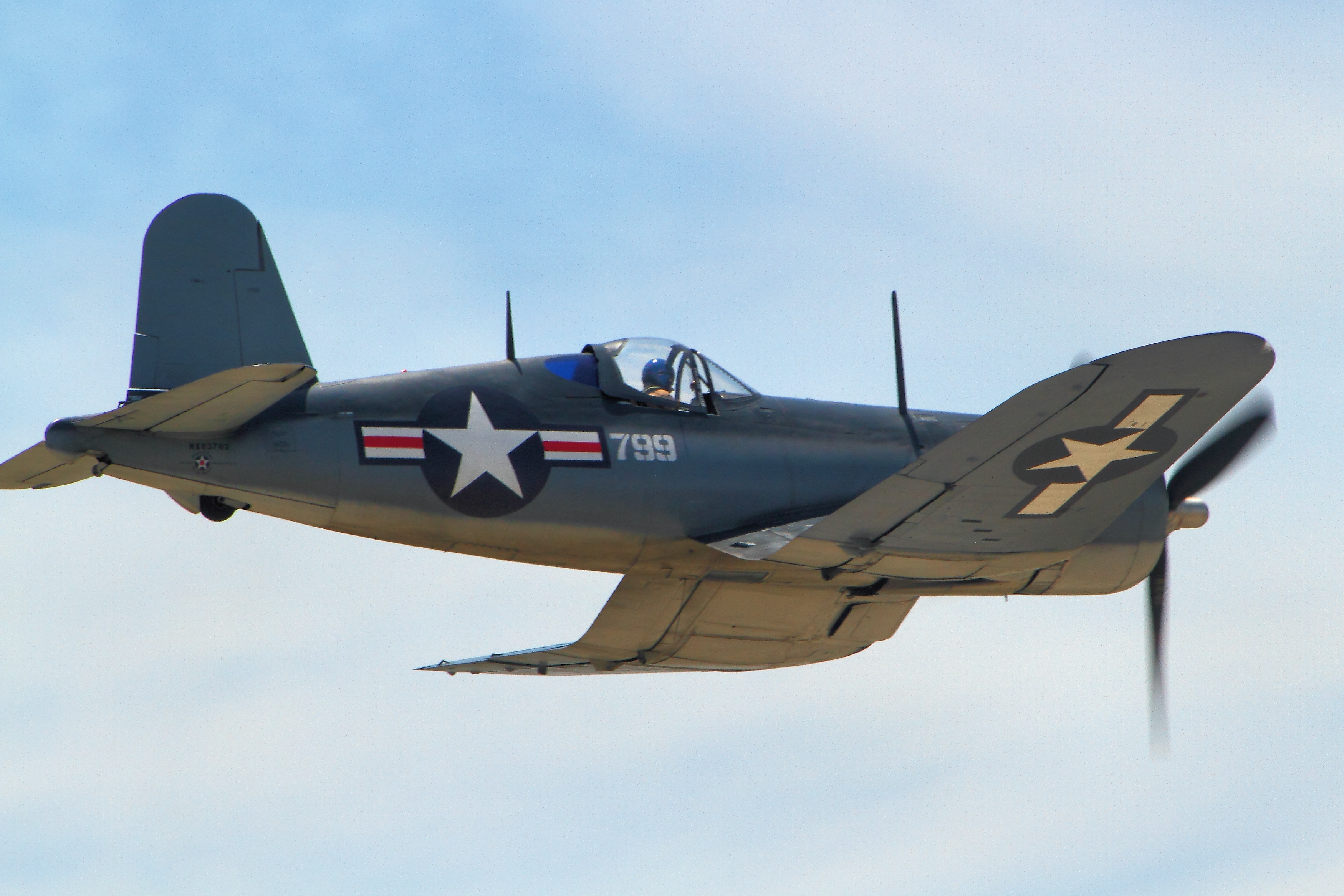
F4U-1A 製造番号 3884、機体番号 17799。現存する飛行可能なF4Uの中で最も初期に生産された機体である。
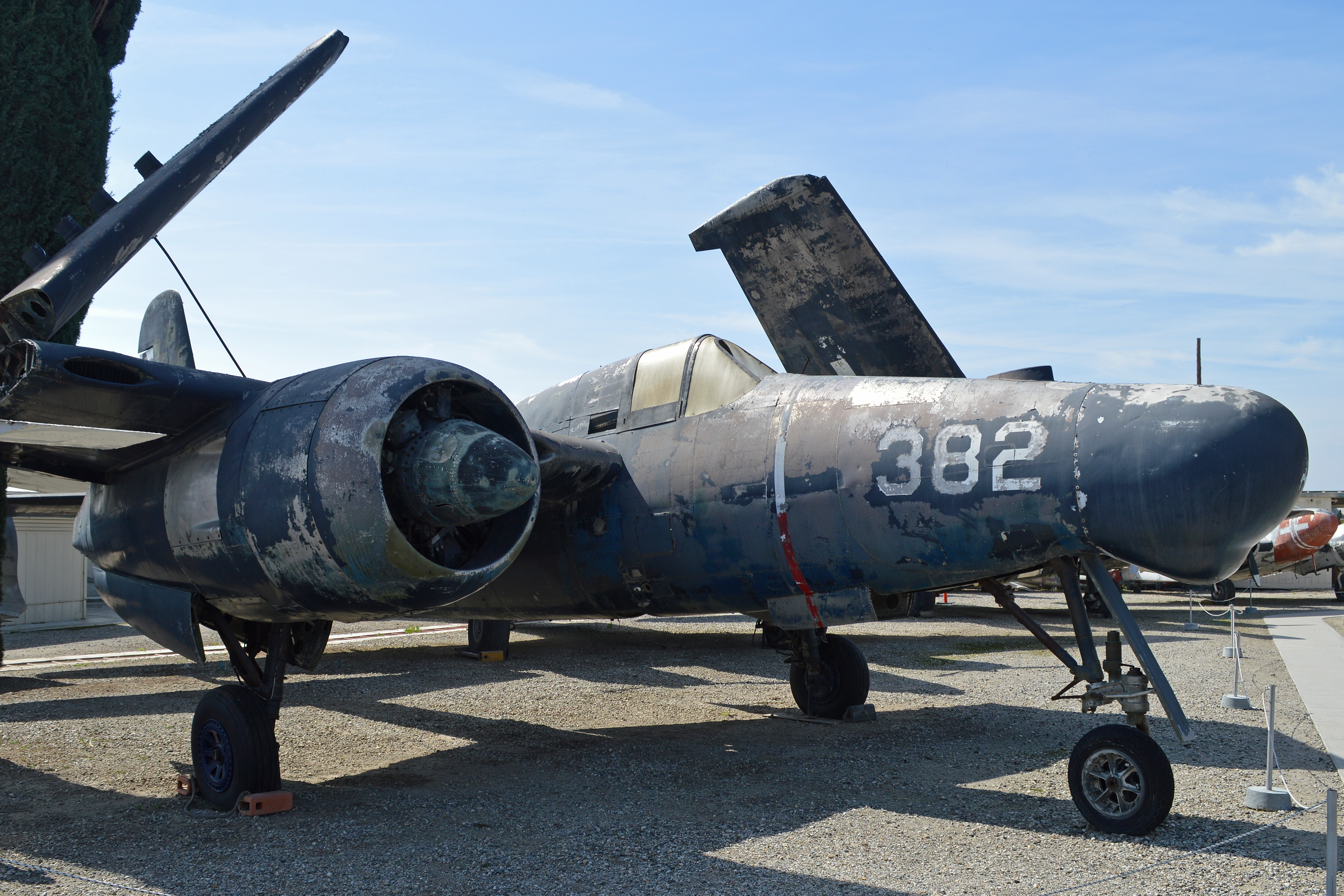
F7F-3N 製造番号 C.124、機体番号 80382。
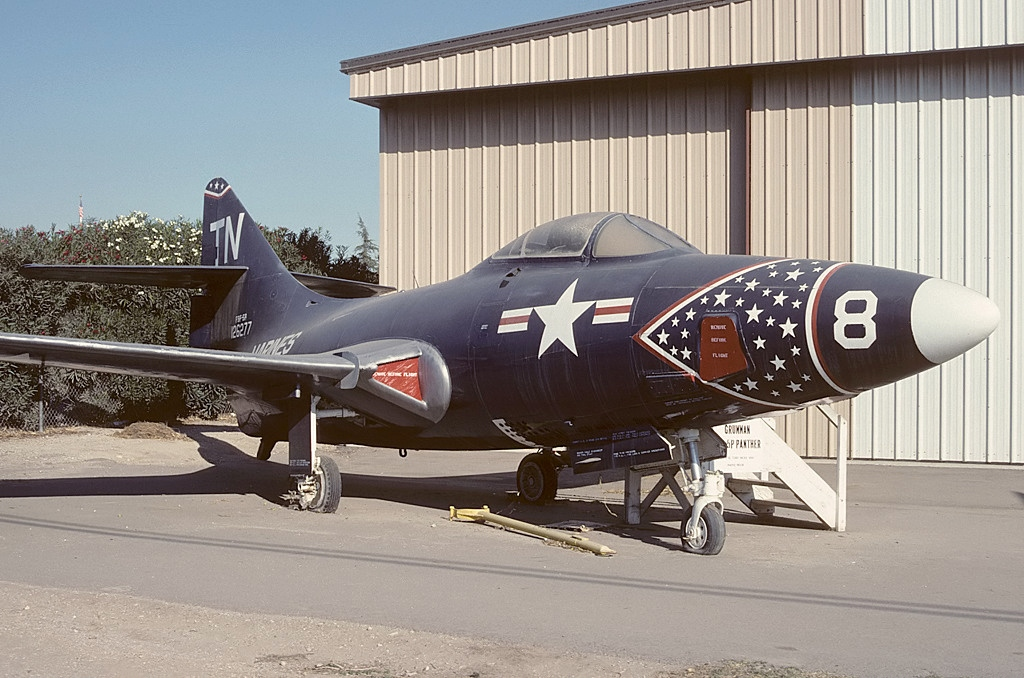
F9F-5P 機体番号 126277。
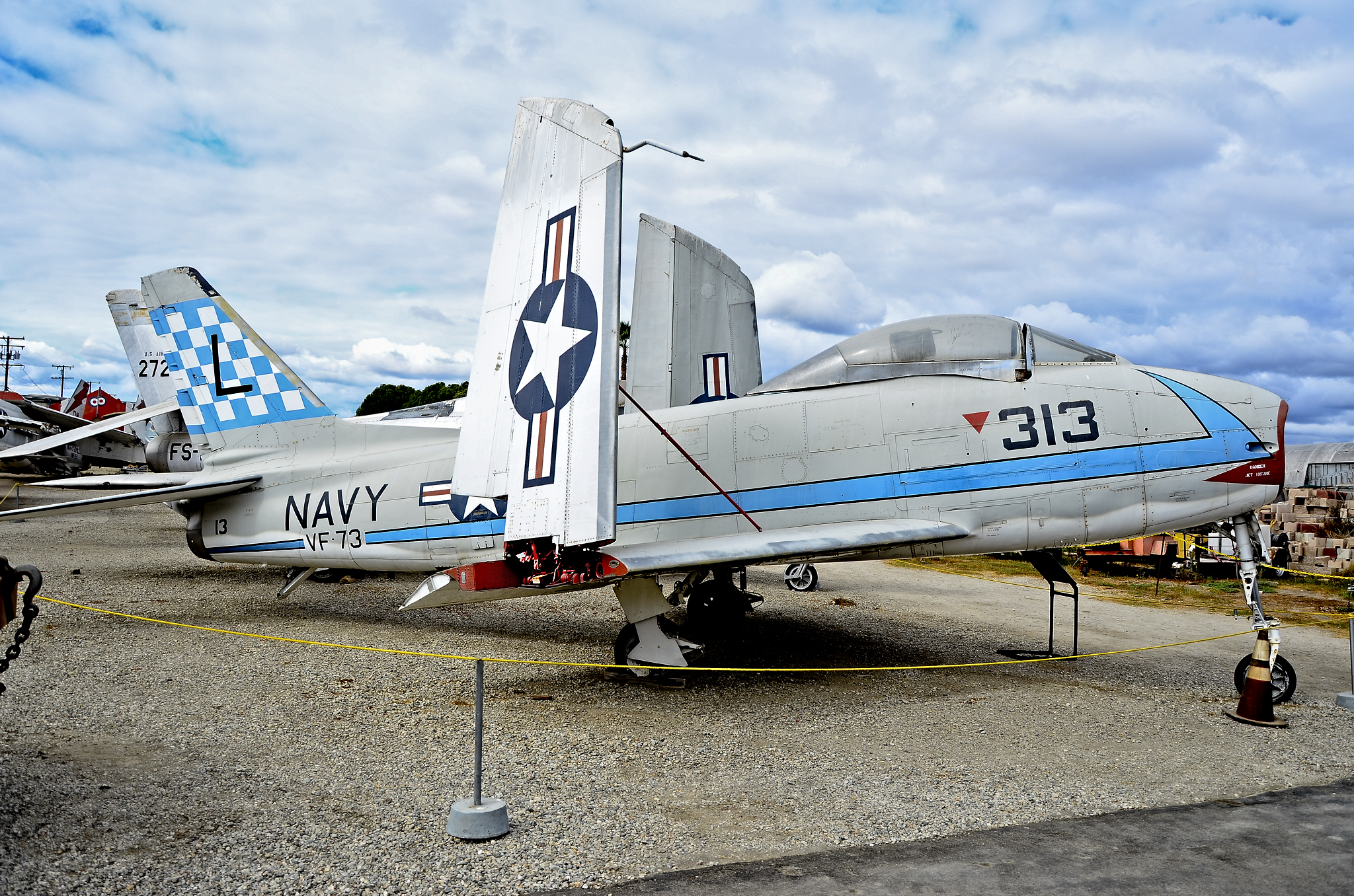
FJ-3 製造番号 VF-73。
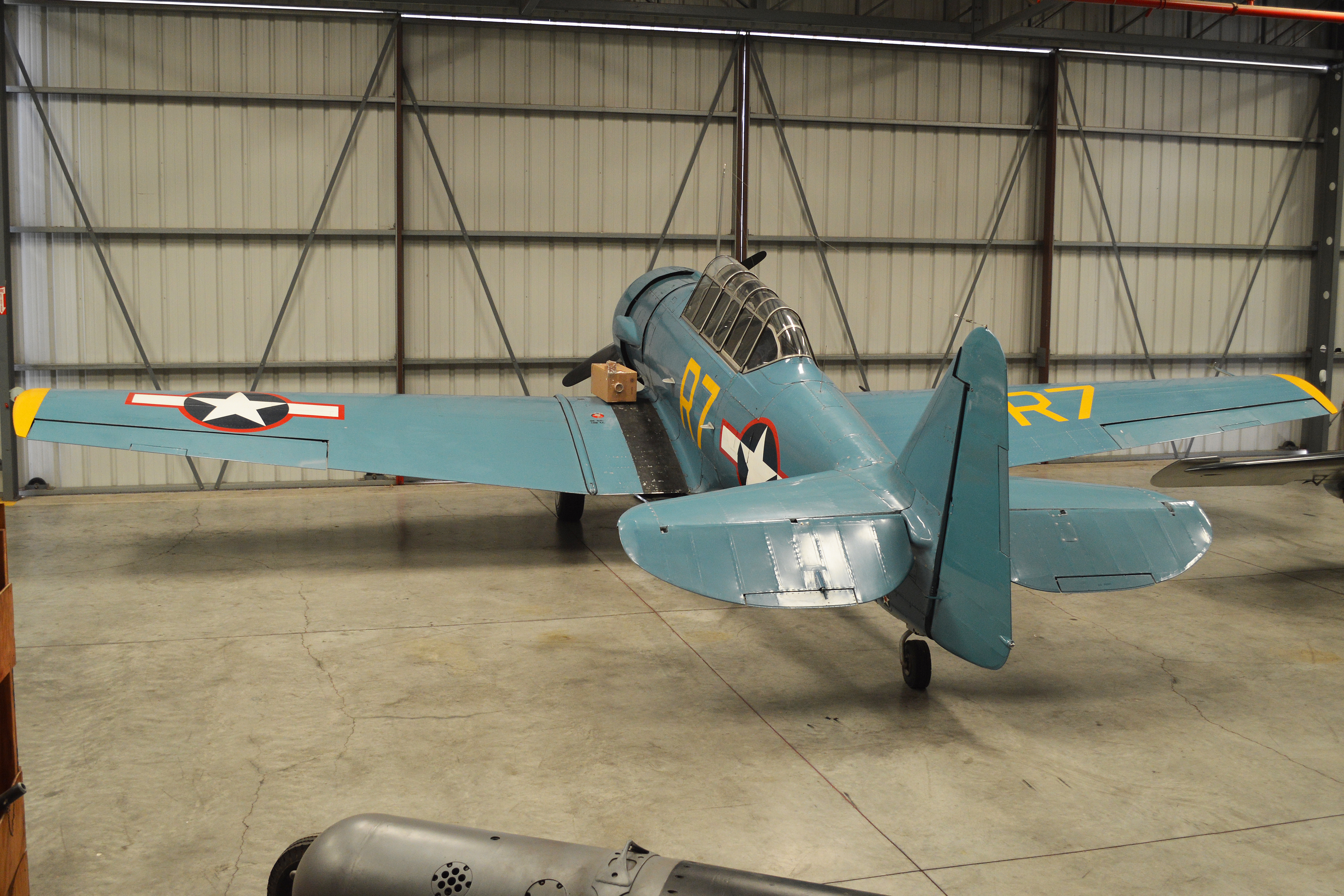
SNJ-5 製造番号 88-18068。当初はAT-6D・42-86287号機として製造され陸軍に納入されたが、すぐSNJ-5・90790号機として海軍へ移管された。
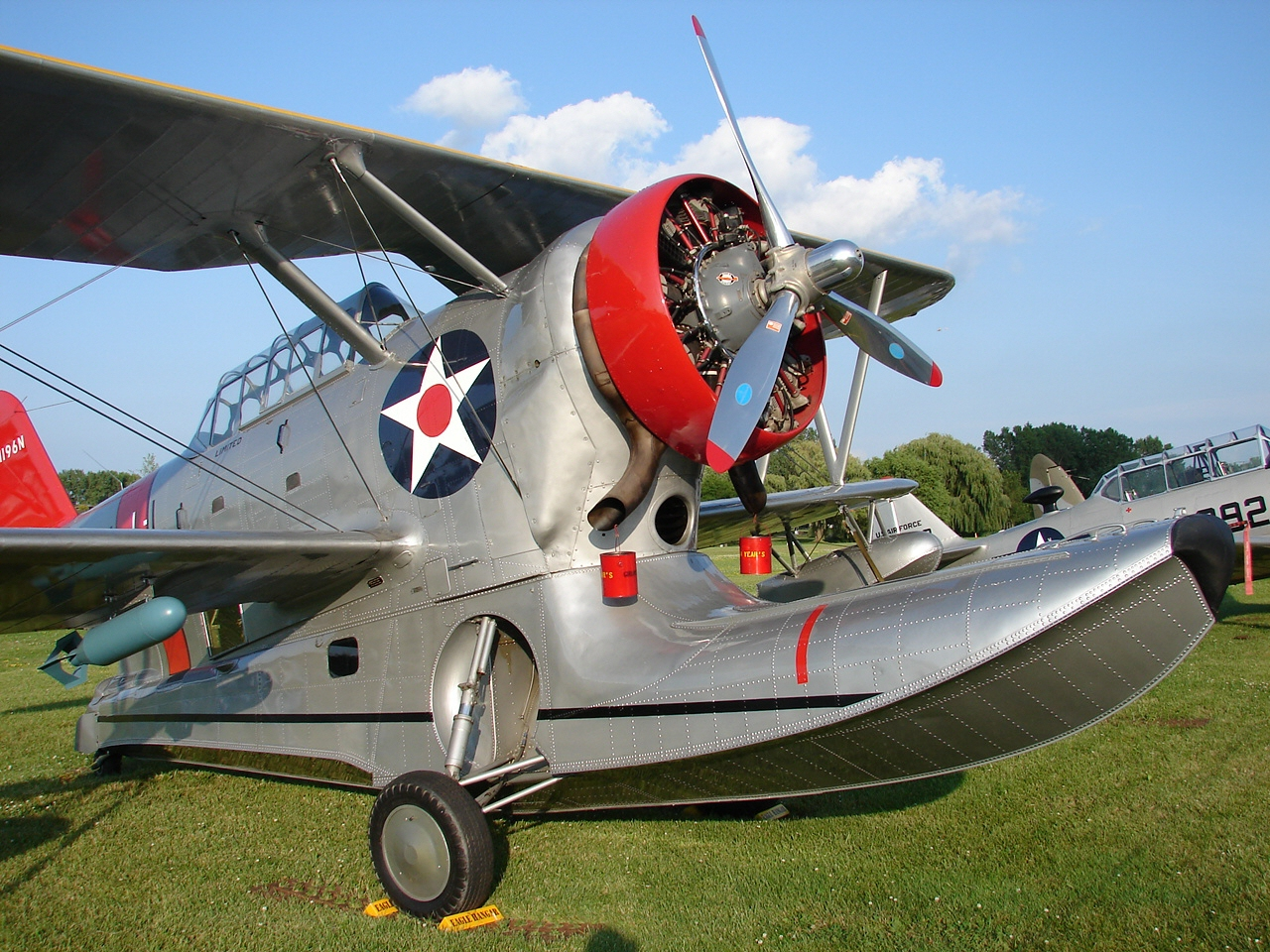
J2F-6 機体番号 33594。
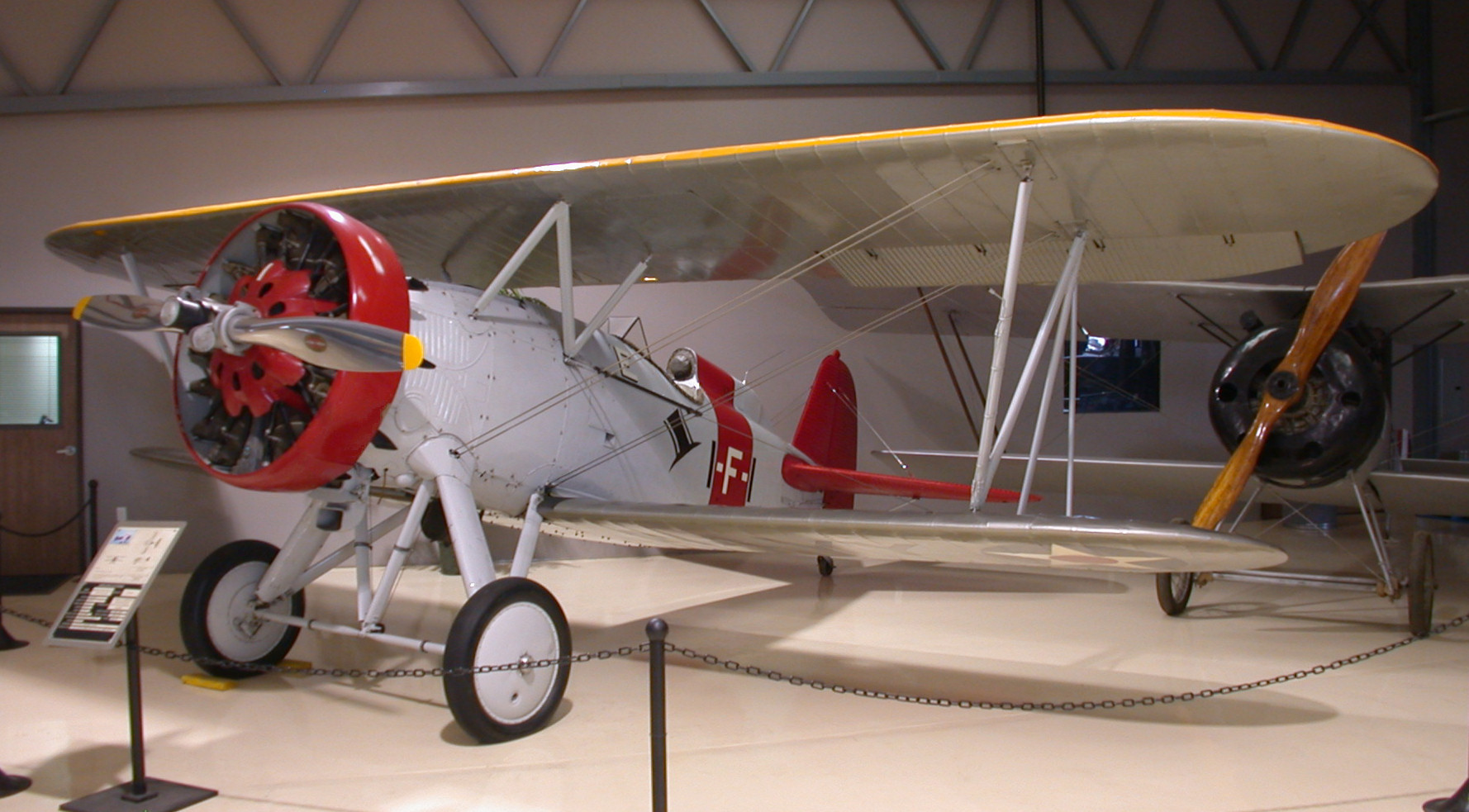
P-12E 機体番号 32-017。
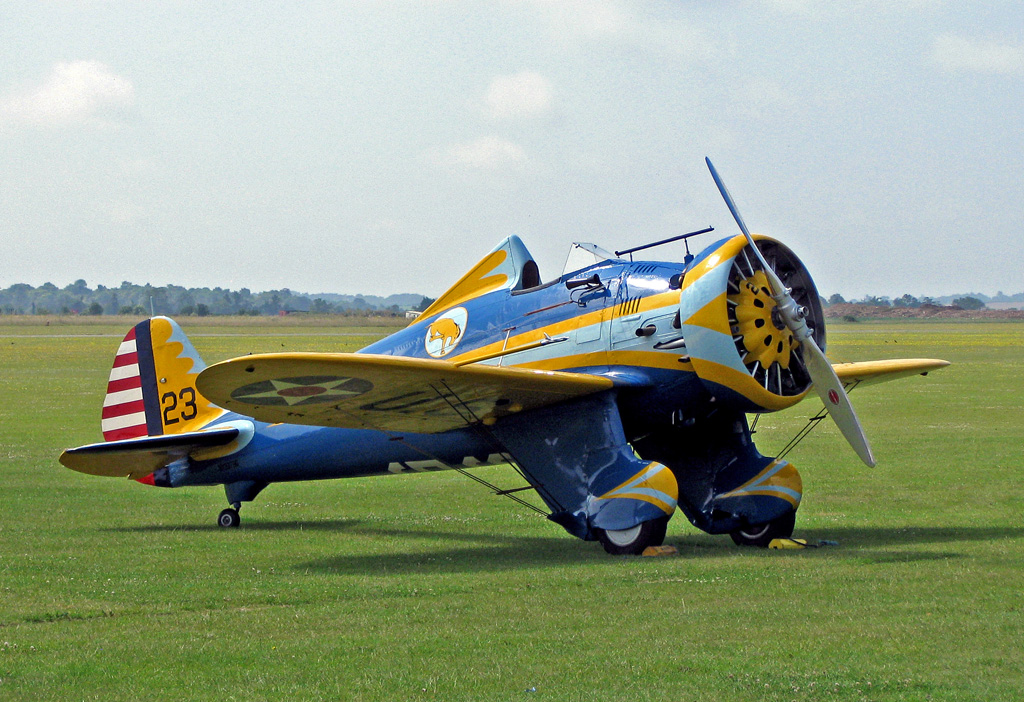
P-26A-BO 製造番号 1899、機体番号 33-123。
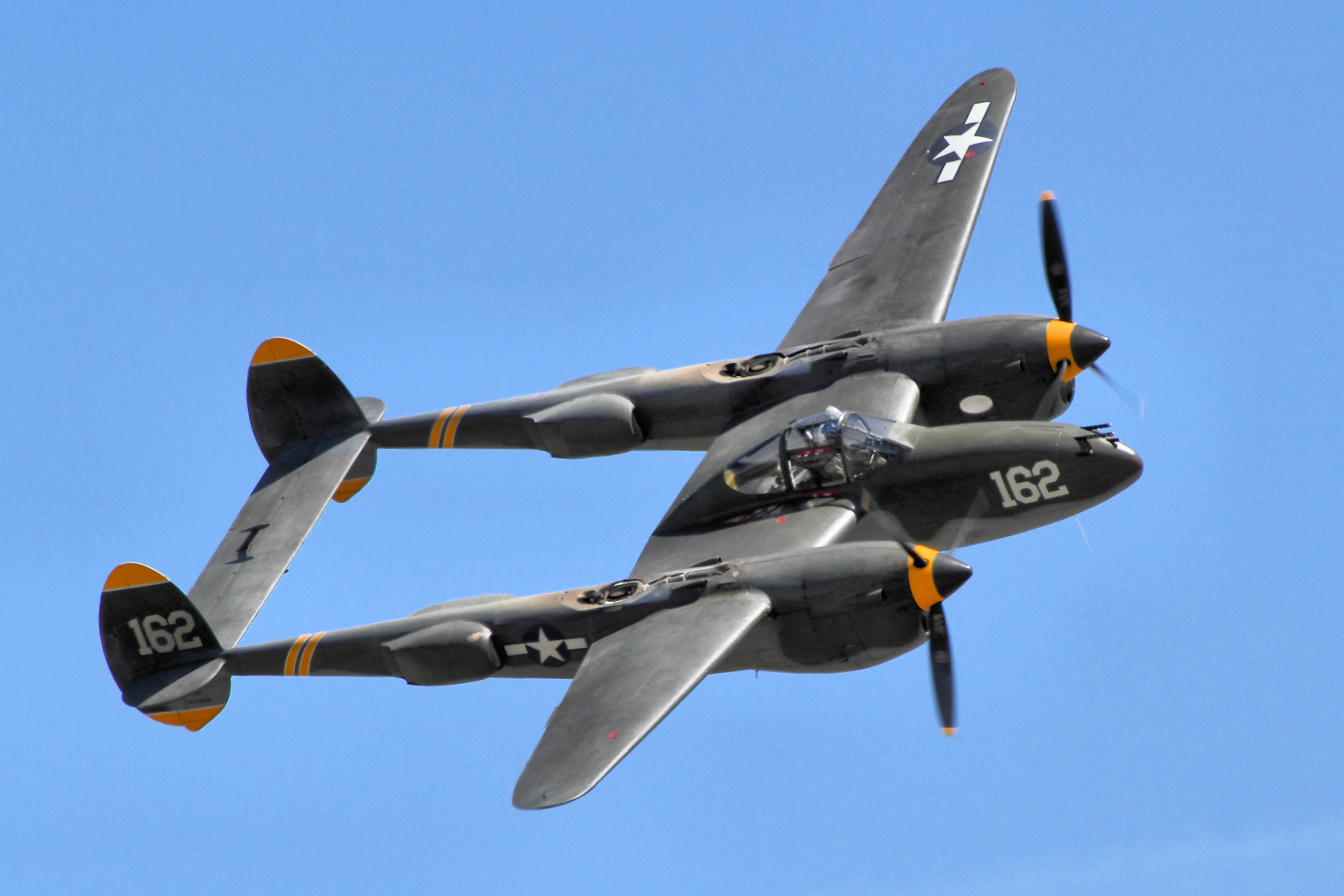
P-38J-20-LO 製造番号 4318、機体番号 44-23314。愛称は23 スキドゥー(23 Skidoo)。
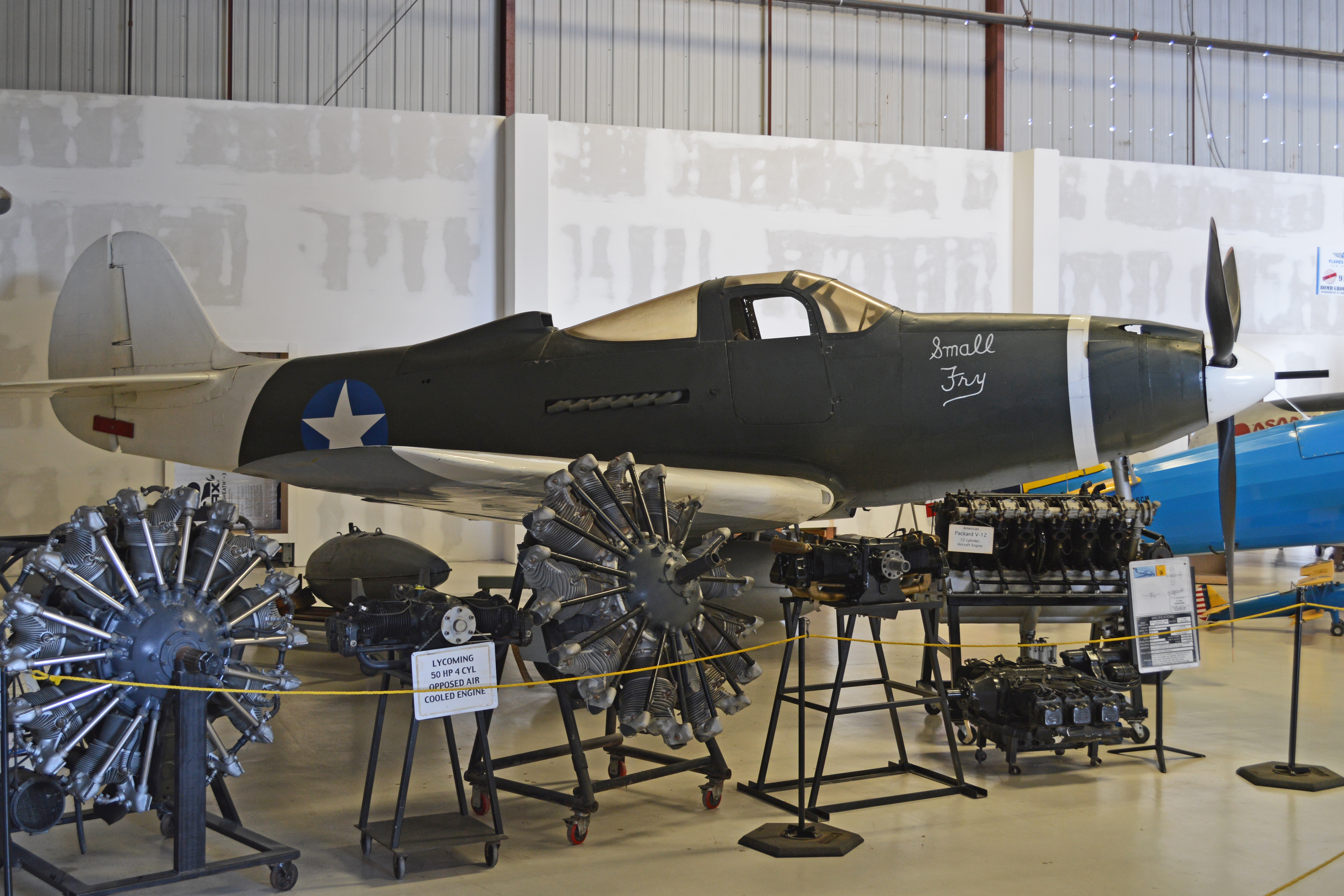
P-39N-5-BE 機体番号 42-19027。
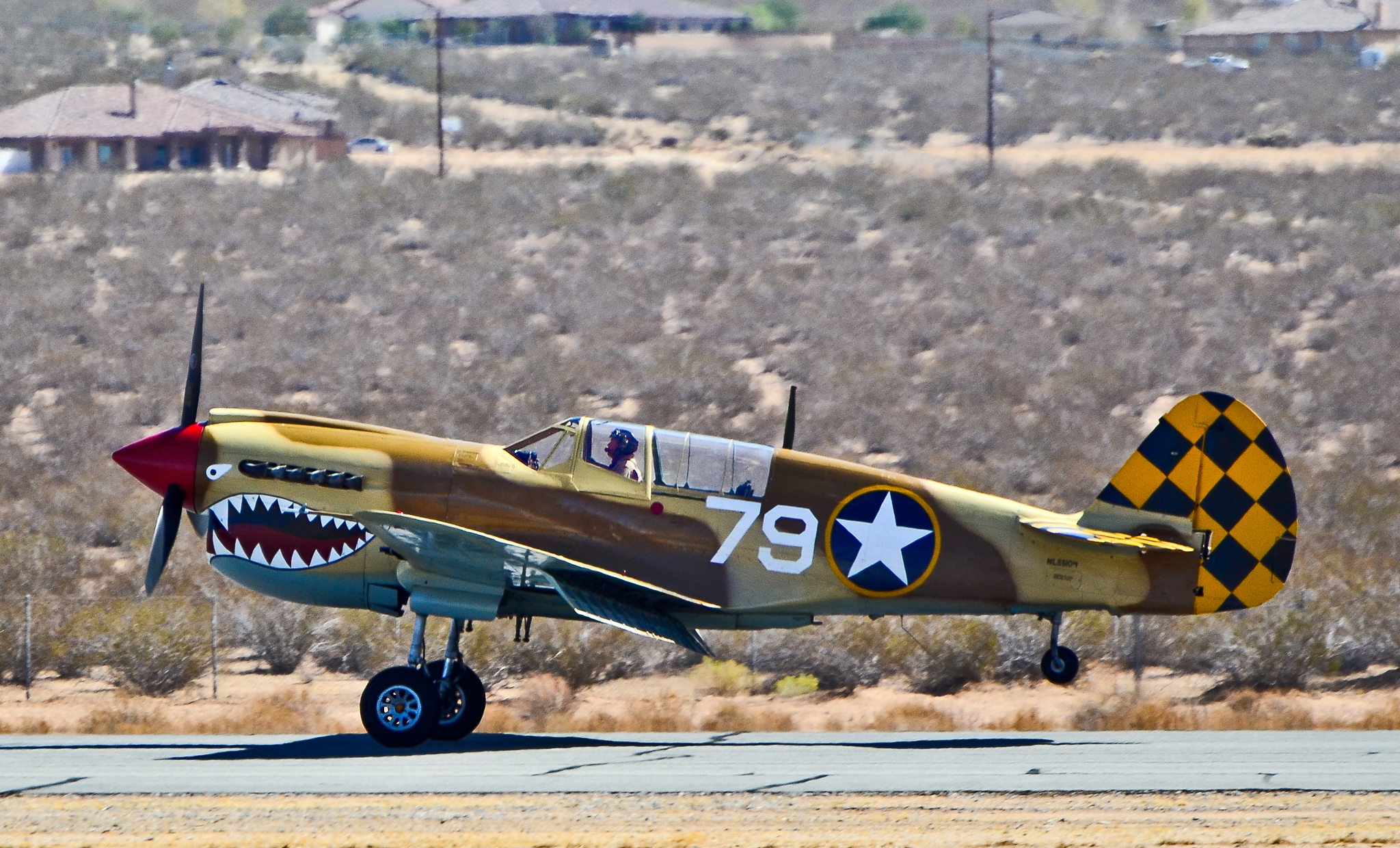
P-40N-30-CU 製造番号 28954、機体番号 42-105192。
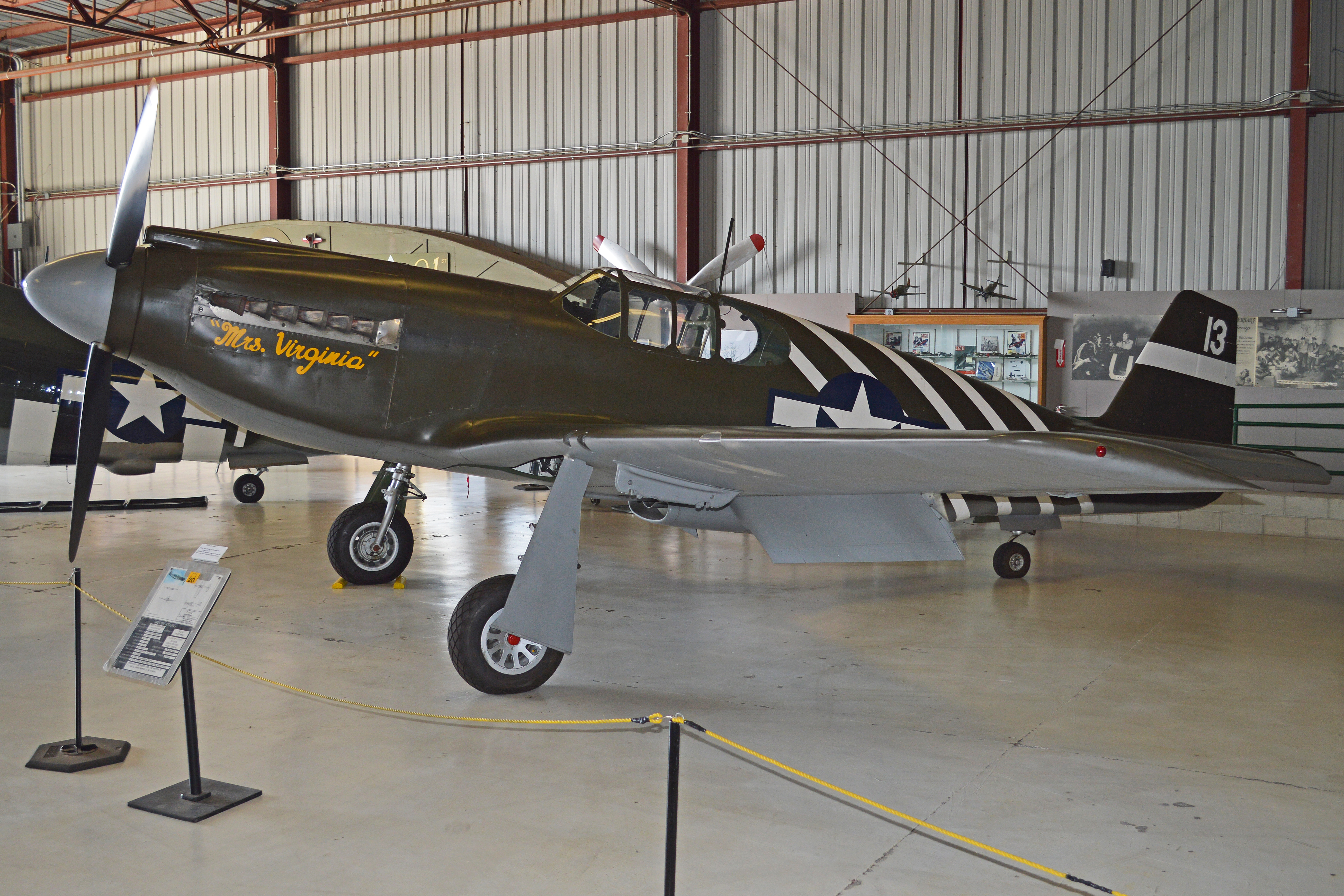
P-51A-10-NA 製造番号 99-22354、機体番号 43-6251。愛称はミセス ヴァージニア(Mrs. Varginia)。
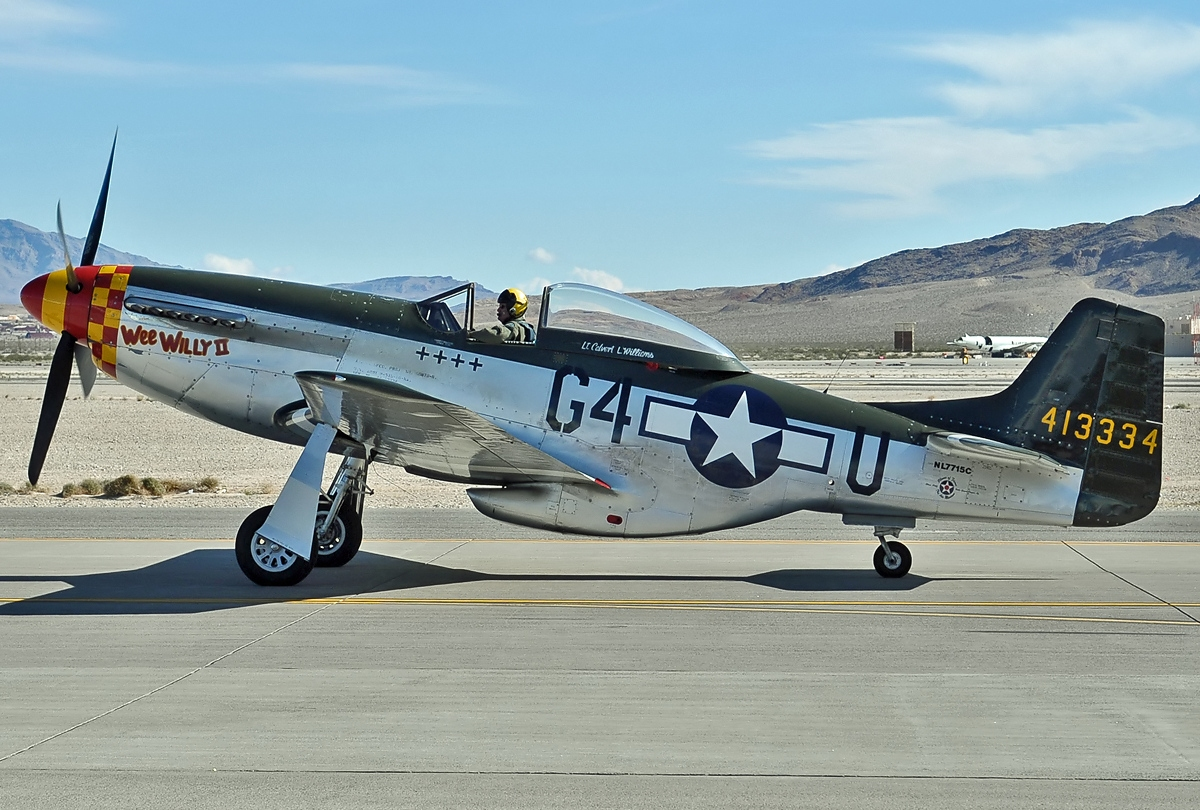
P-51D-25-NT 製造番号 122-39504、機体番号 44-84961だが、かつて一度墜落する前は44-73053で、レースに出場していた。愛称はウィー・ウィリーII(Wee Willy II)。
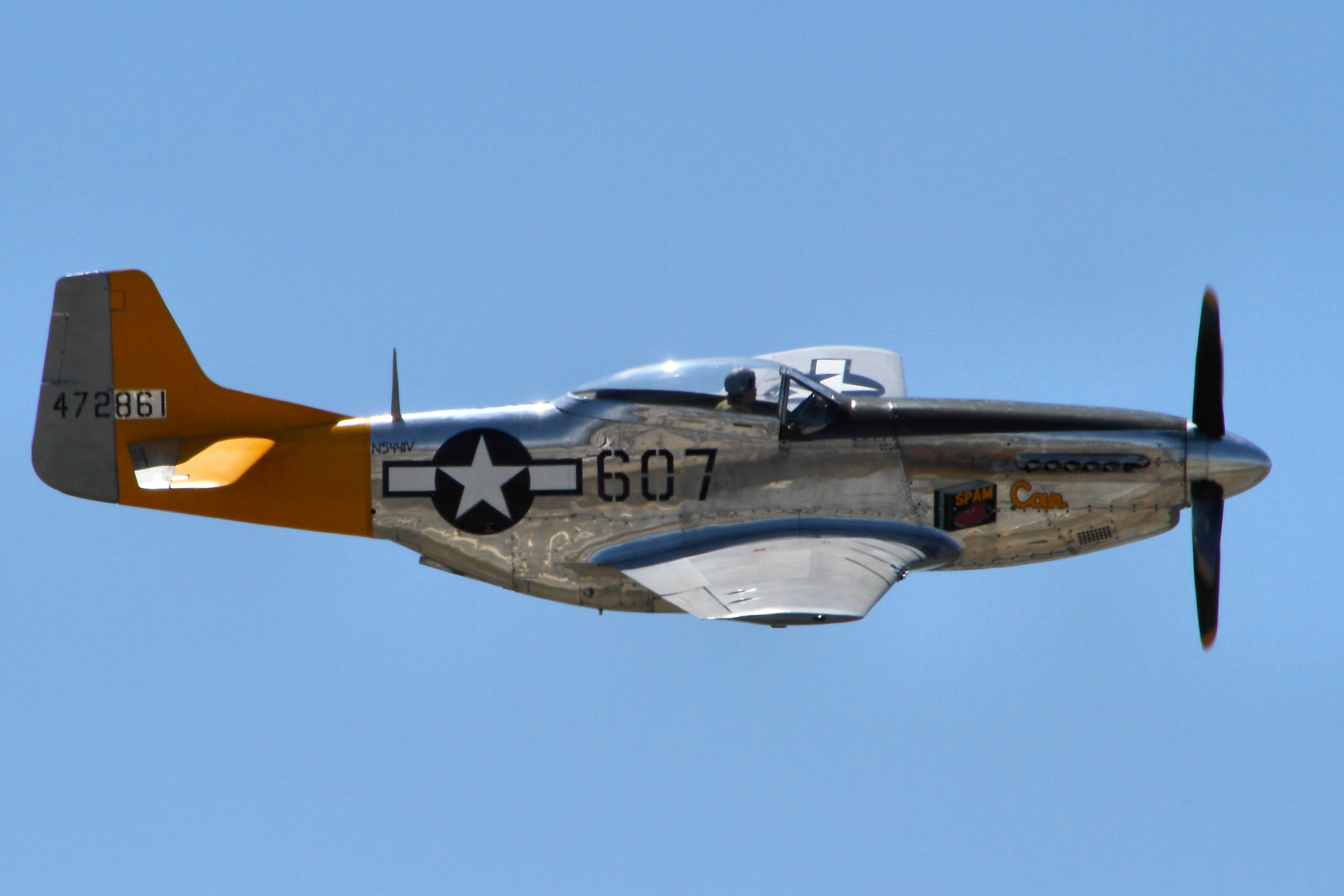
P-51D-30-NT 製造番号 124-48335、尾翼番号 45-11582だが機体は44-72861の塗装がされている。愛称はドリー(Dolly)。
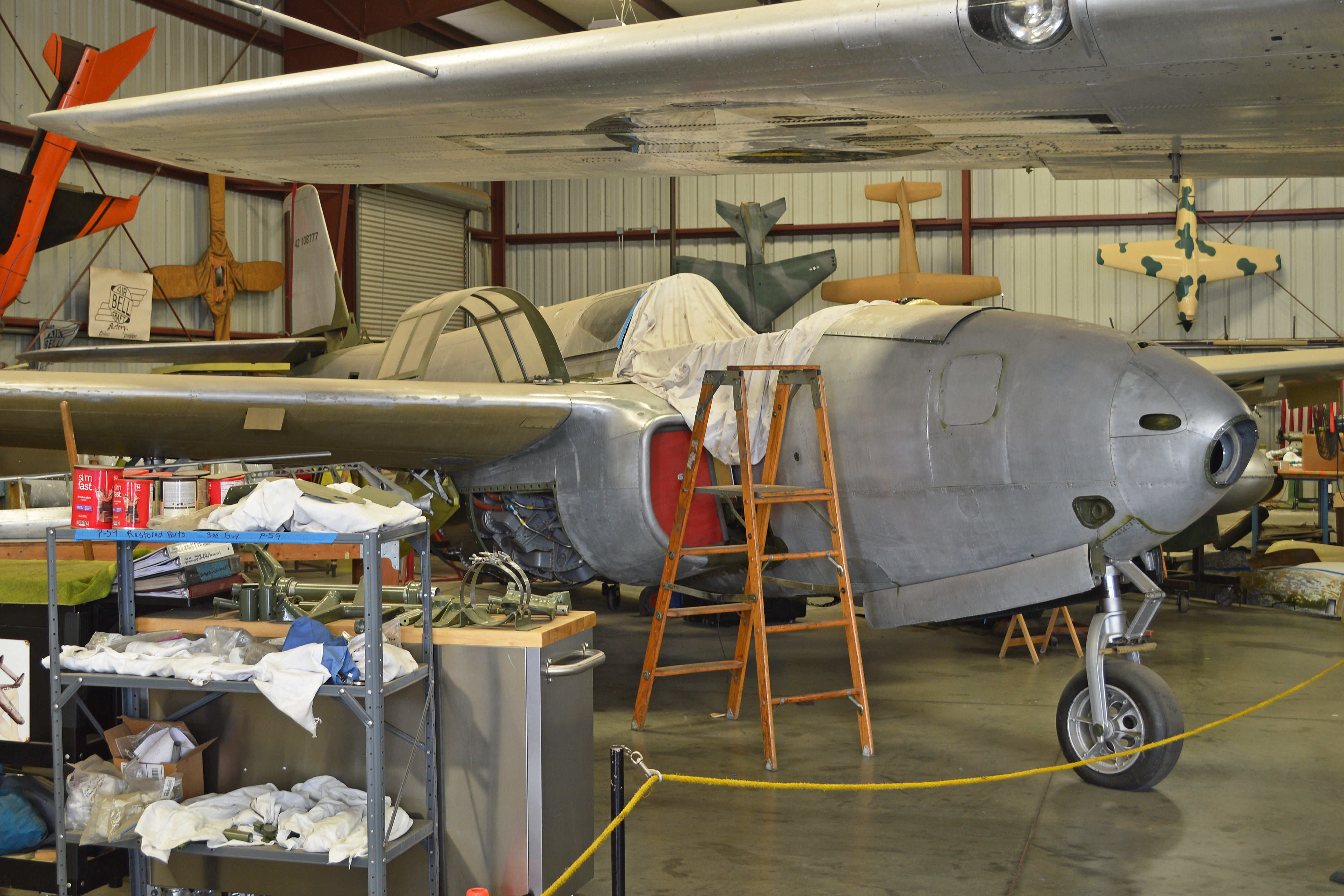
YP-59A-BE 製造番号 27-10、機体番号 42-108777。
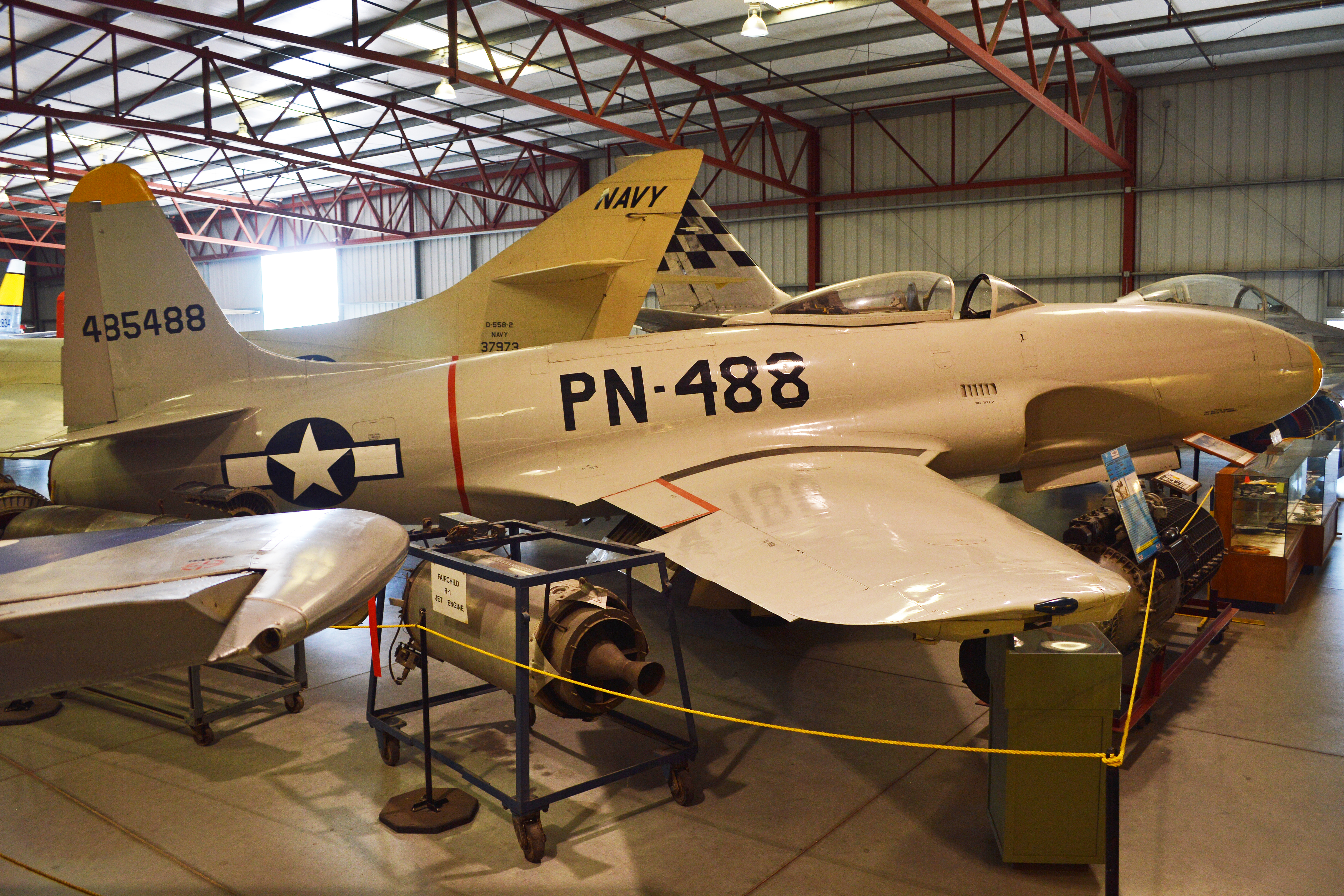
P-80A-5-LO 製造番号 080-1511、機体番号 44-85488。
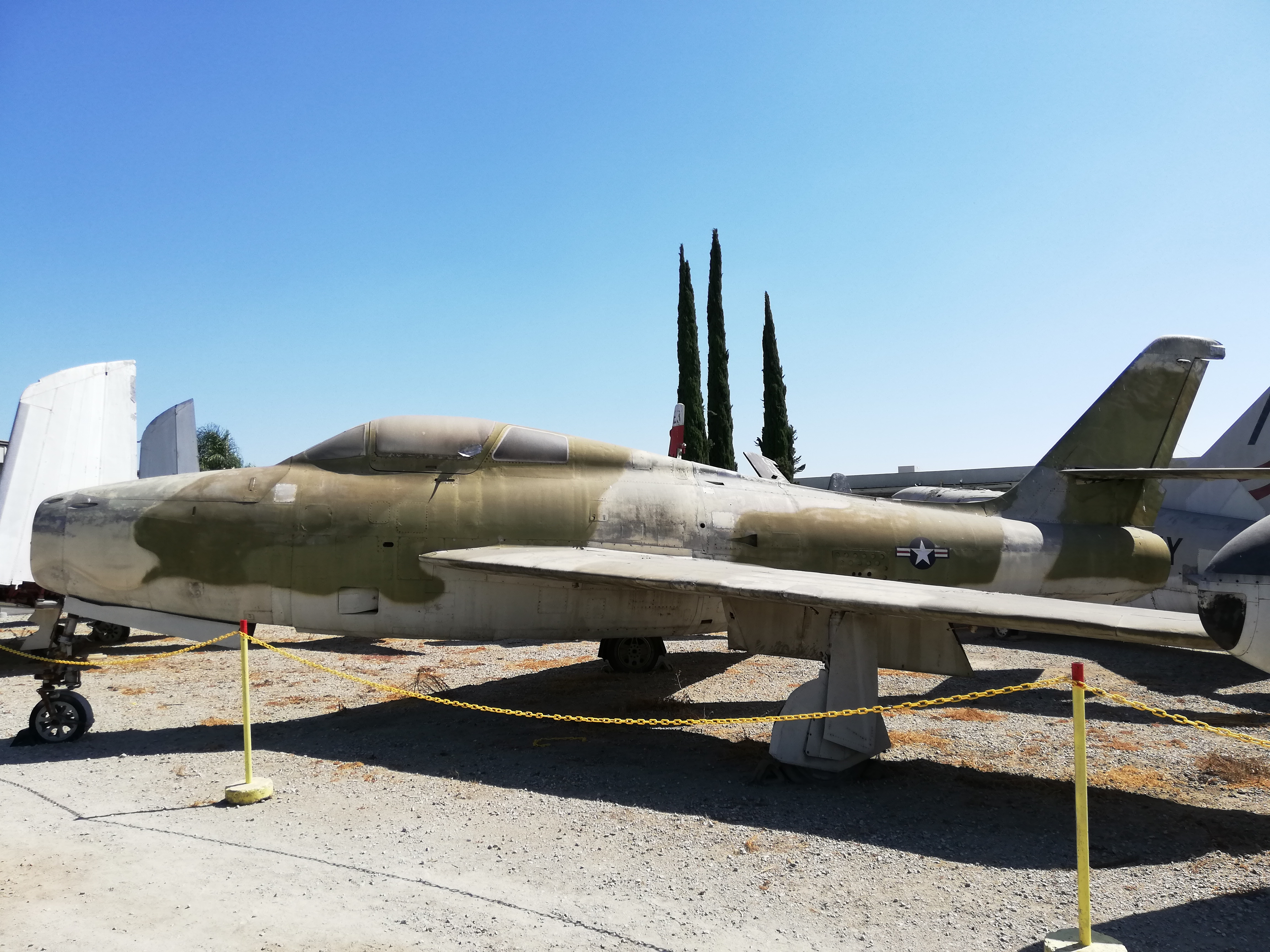
F-84F-5-RE 機体番号 51-1374。
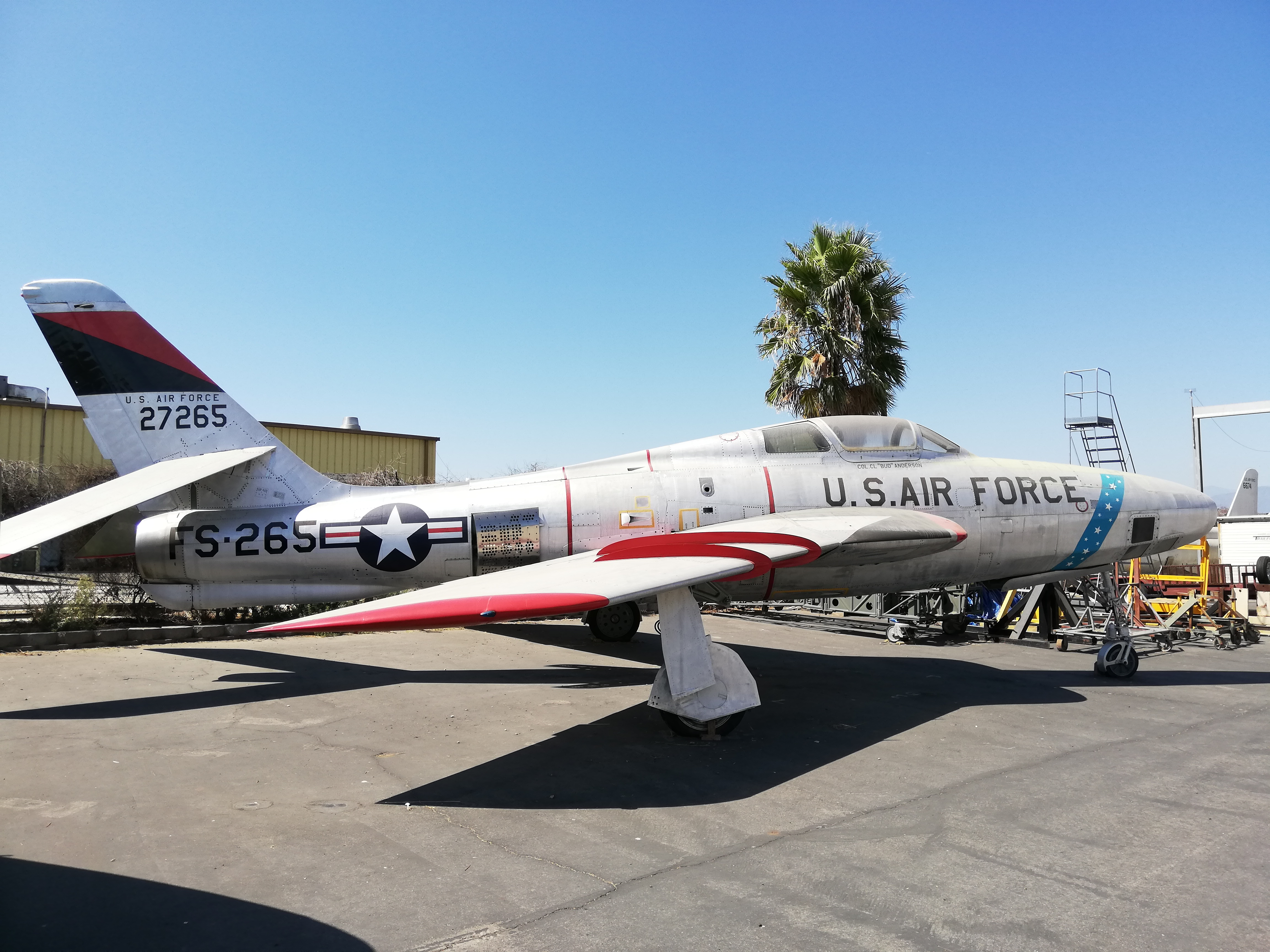
RF-84K-17-RE 機体番号 52-7265。
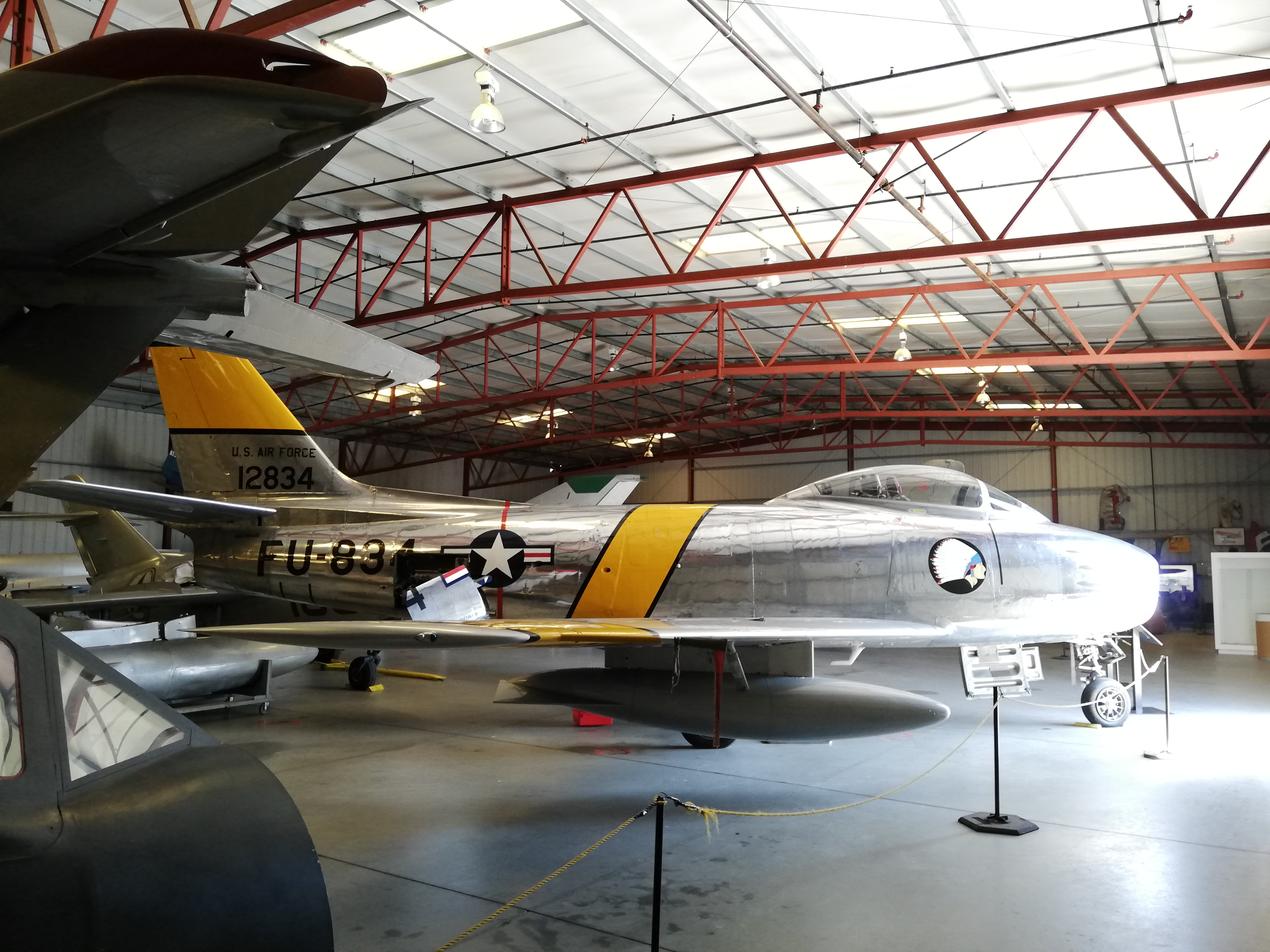
F-86F-30-NA 製造番号 191-708、機体番号 52-5012.
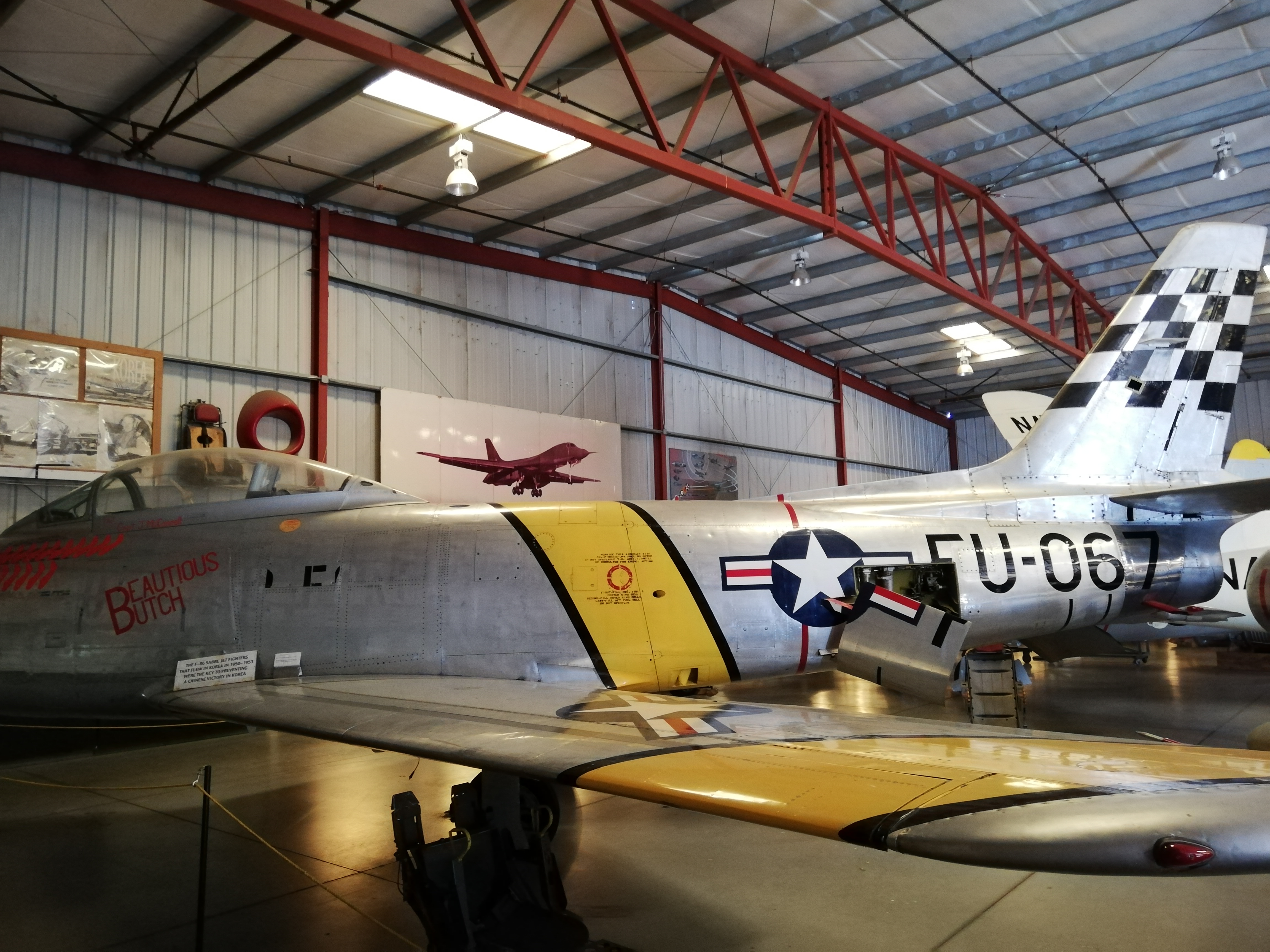
F-86E-15-NA 製造番号 172-358、機体番号 51-13067.
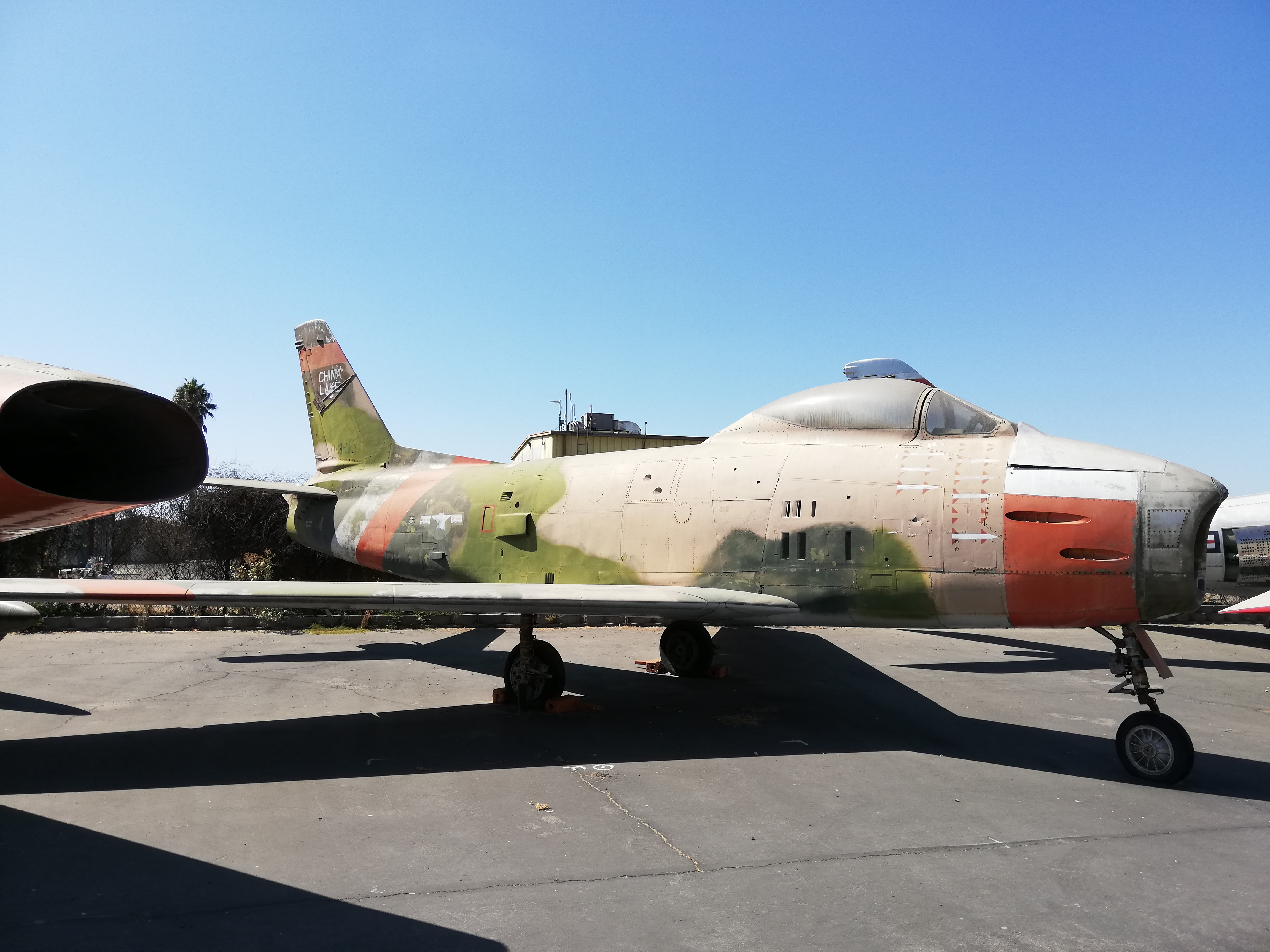
QF-86H-10-NH 製造番号 203-123、機体番号 53-1351。
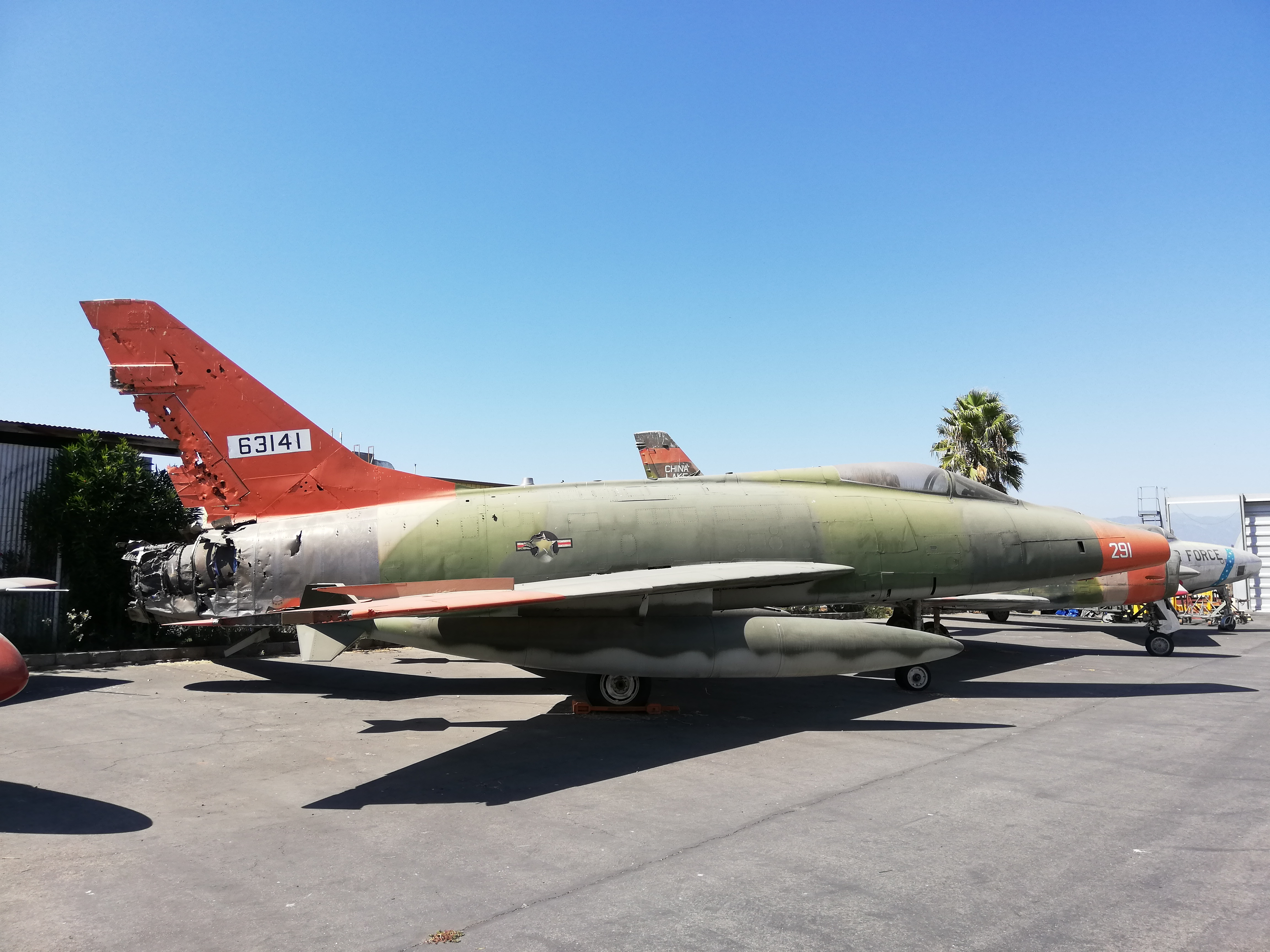
QF-100D-70-NA 製造番号 235-239、機体番号 56-3141。
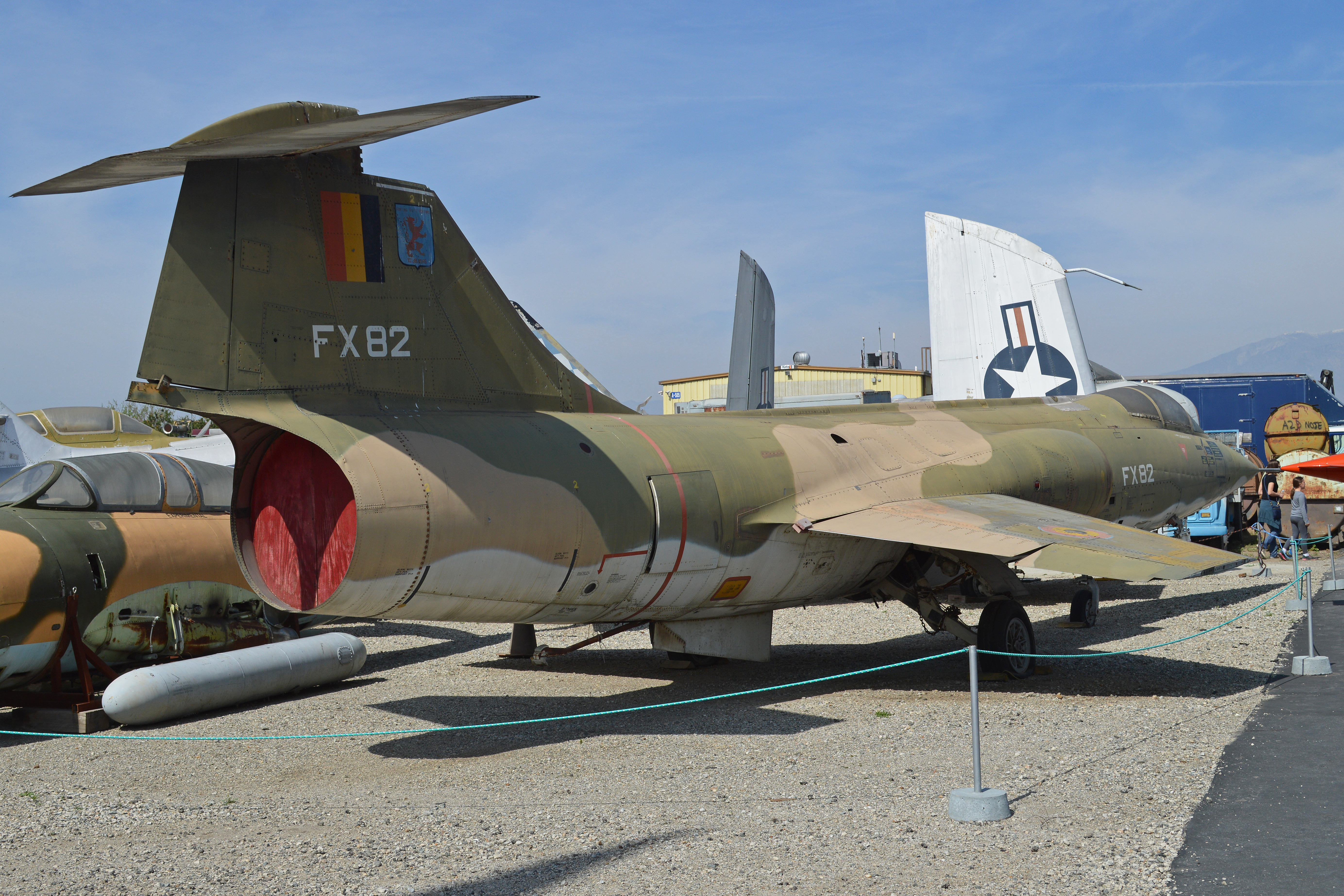
F-104G 機体番号 683-9140。
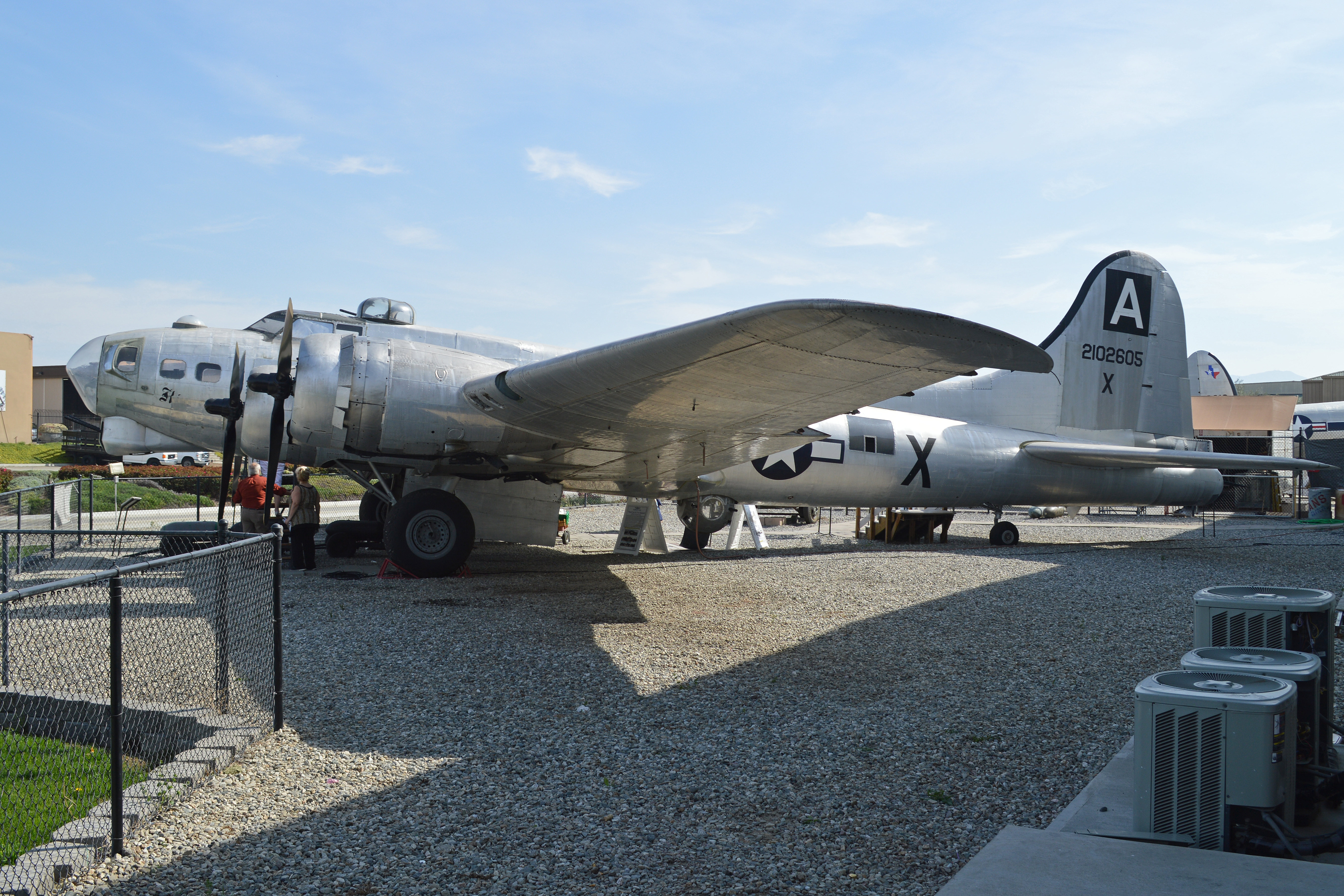
B-17G-90-DL 製造番号 32325、機体番号 44-83684。愛称はピカディリー・リリーII(Piccadilly Lilly II)。現在は屋外展示による劣化の修復と、飛行可能な状態へするための修理を受けている。
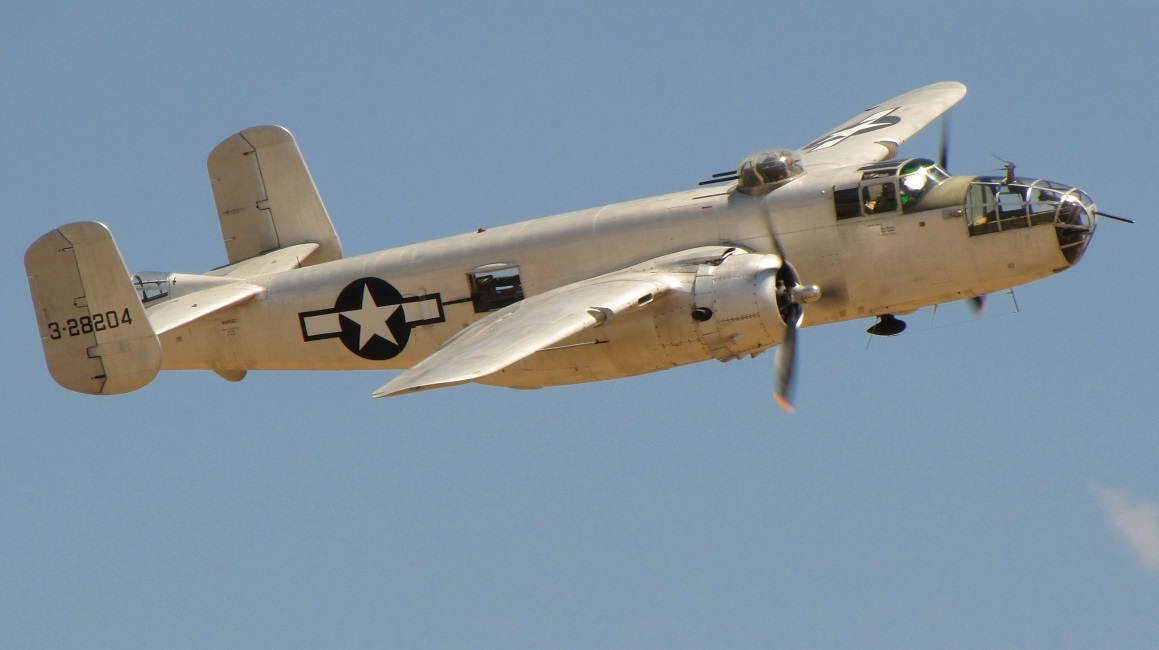
B-25J-25/27-NA 製造番号 108-33698、機体番号 44-30423。
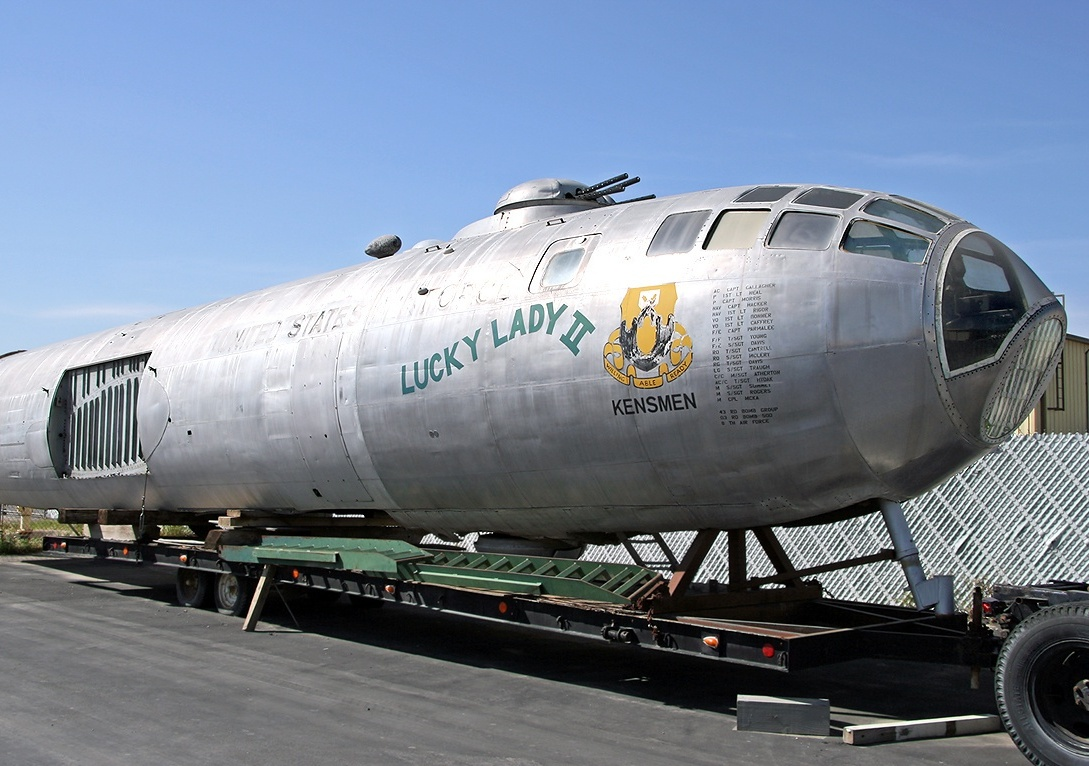
B-50A-5-BO 製造番号 15730、機体番号 46-0010。愛称はラッキー・レディーII(Lucky Lady II)。現在は胴体のみ保存されている
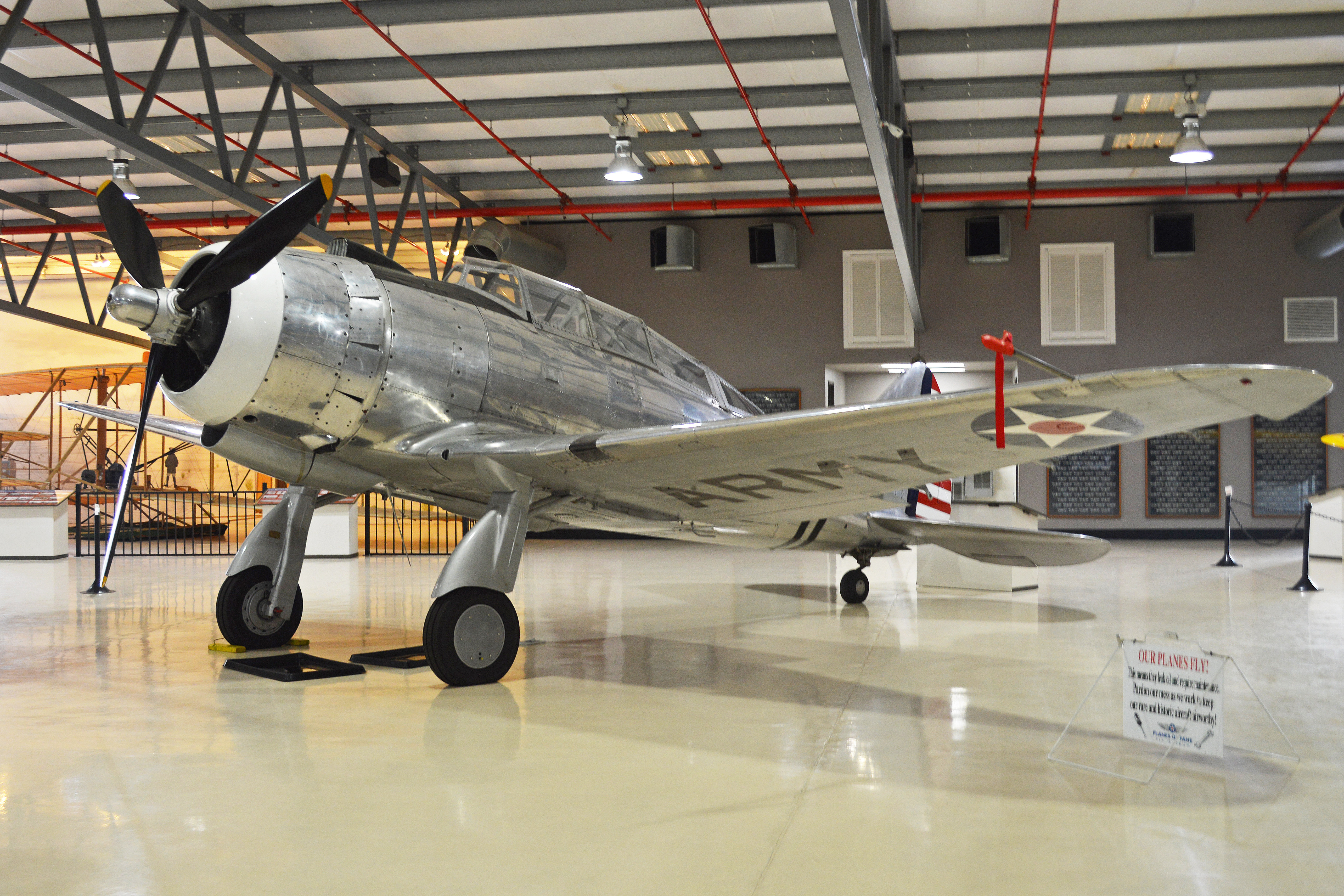
AT-12 製造番号 483-38、機体番号 41-17529。
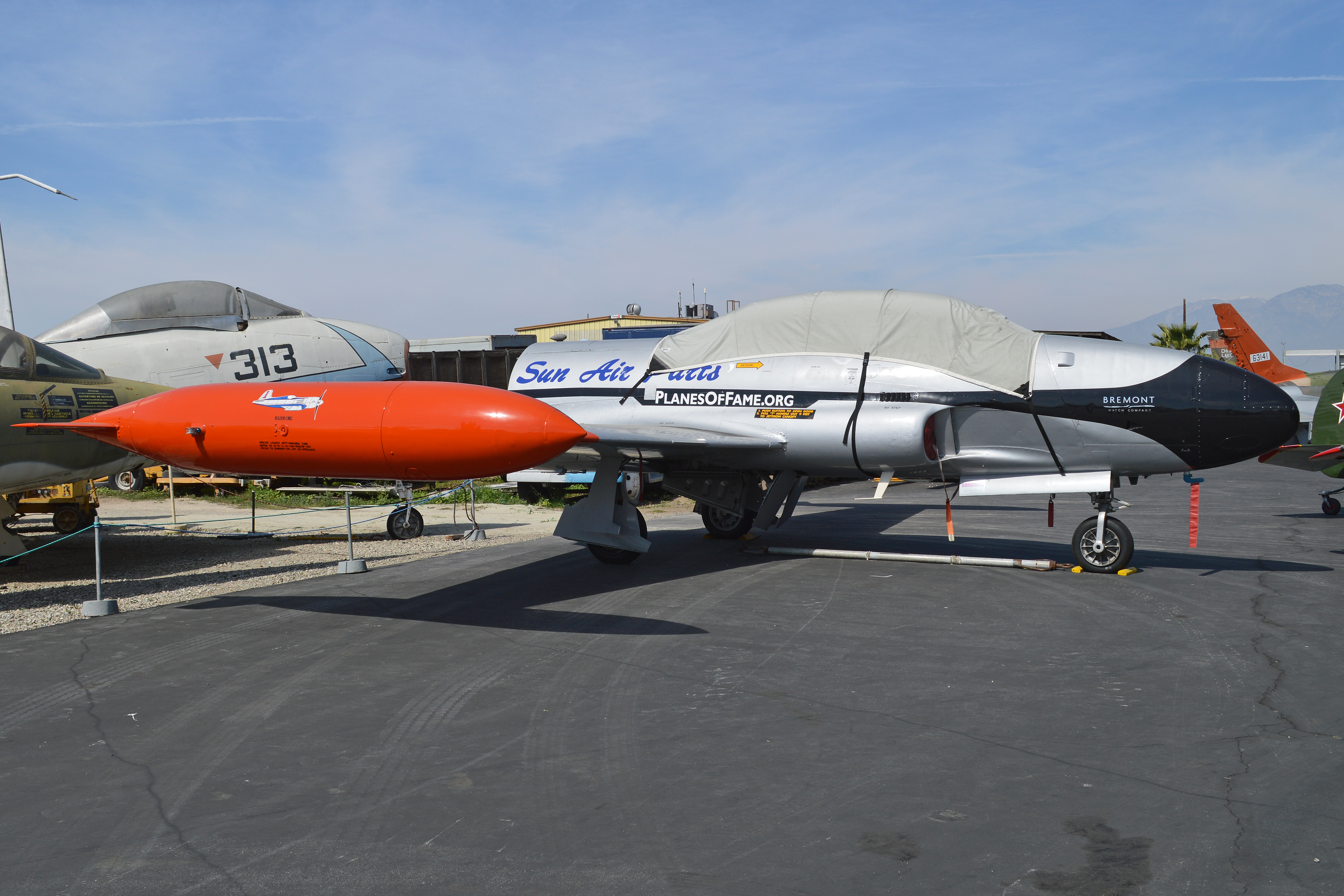
CT-133/T-33A 機体番号 580-8495。
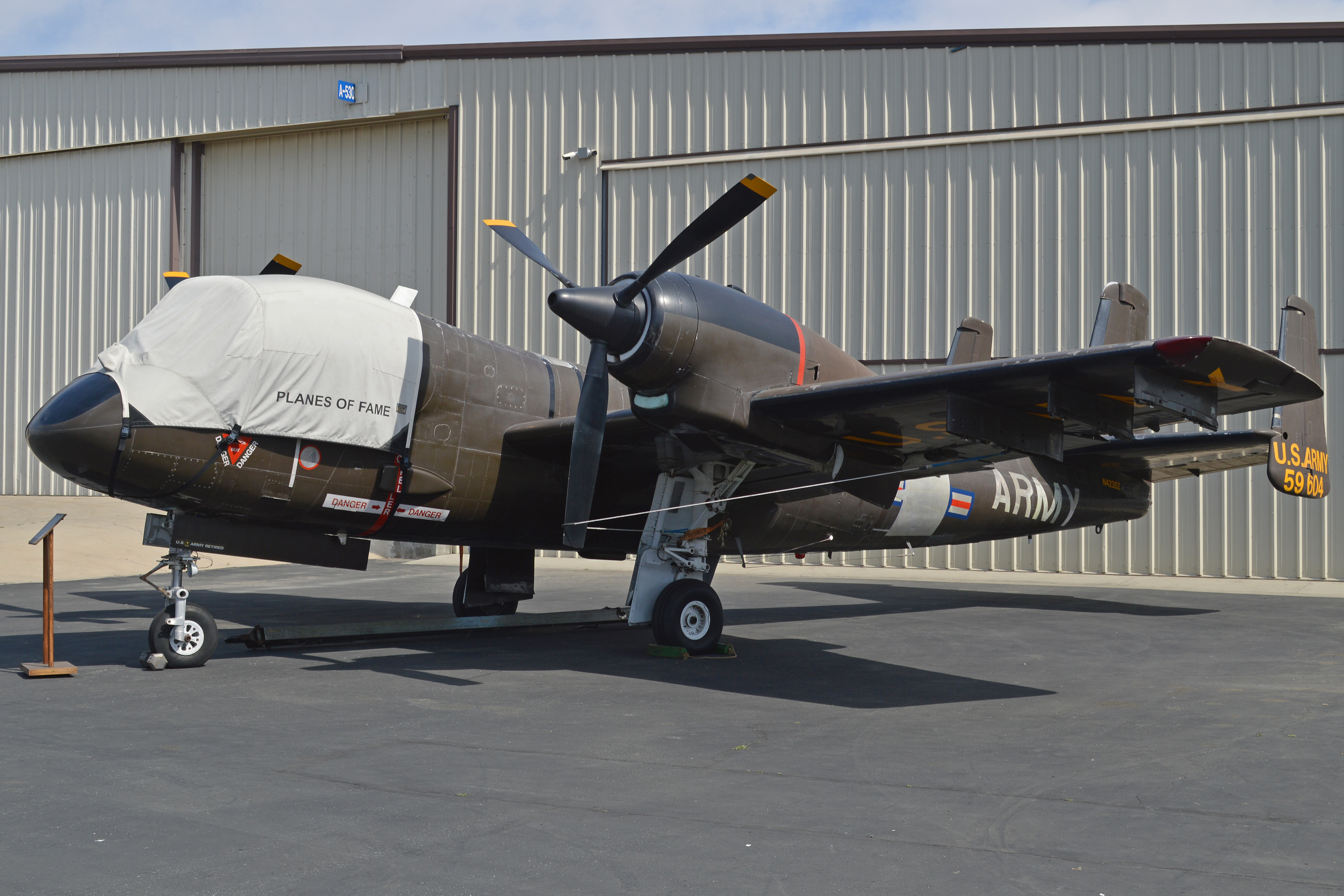
OV-1A 機体番号 59-2604。
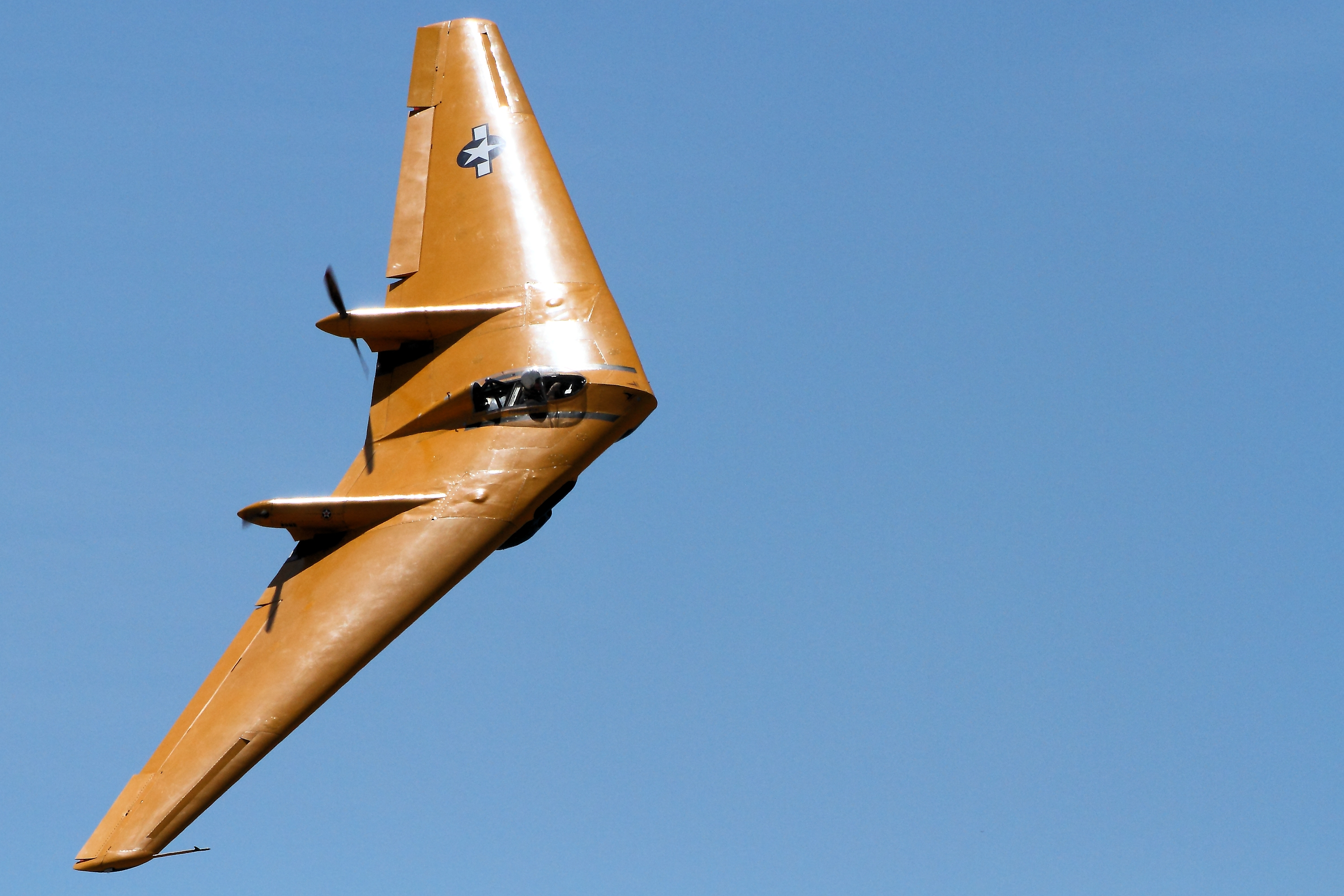
N9MB 製造番号 04。2019年4月22日に墜落し、失われた。
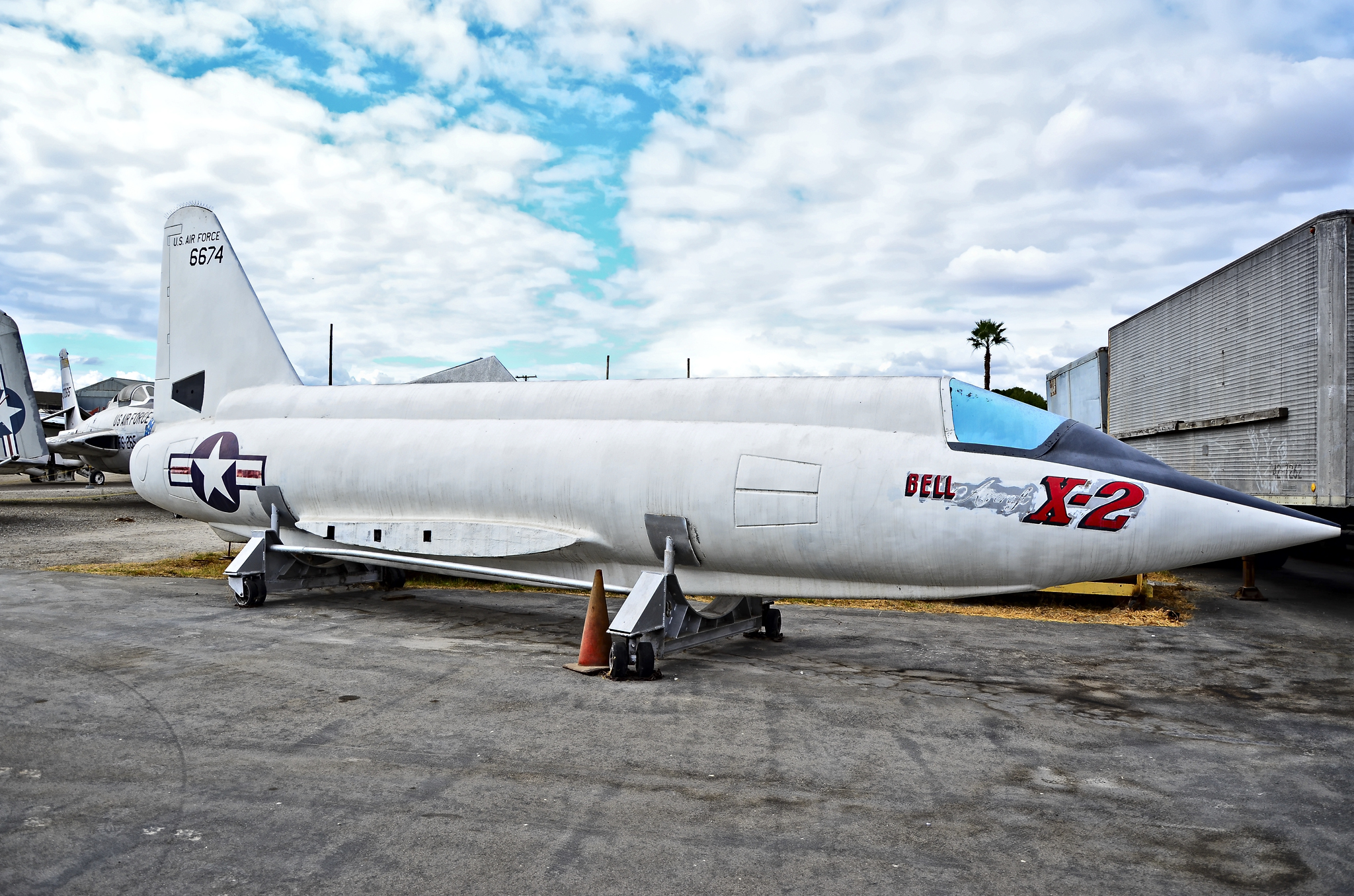
X-2 レプリカ。
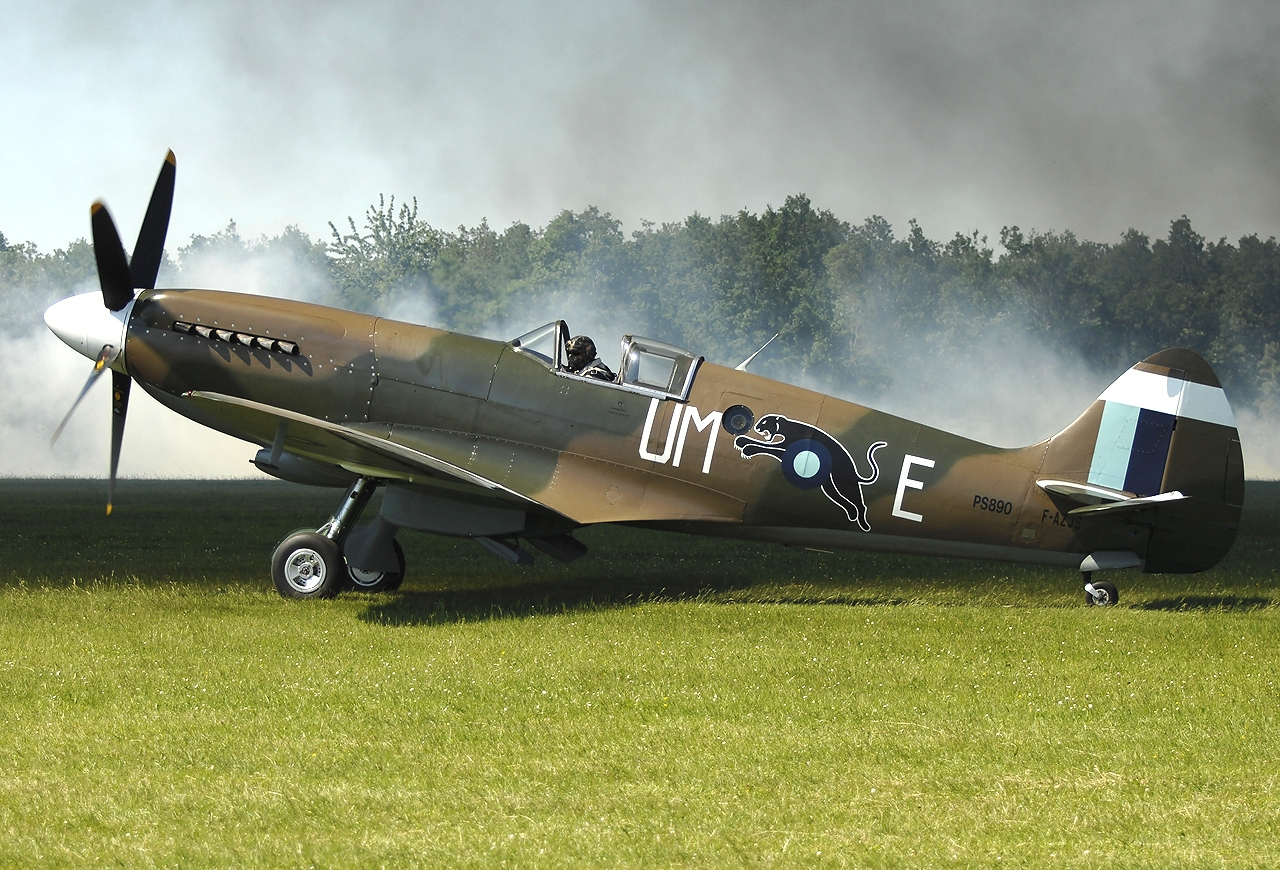
スピットファイア PR Mk.XIX 製造番号 PS890。
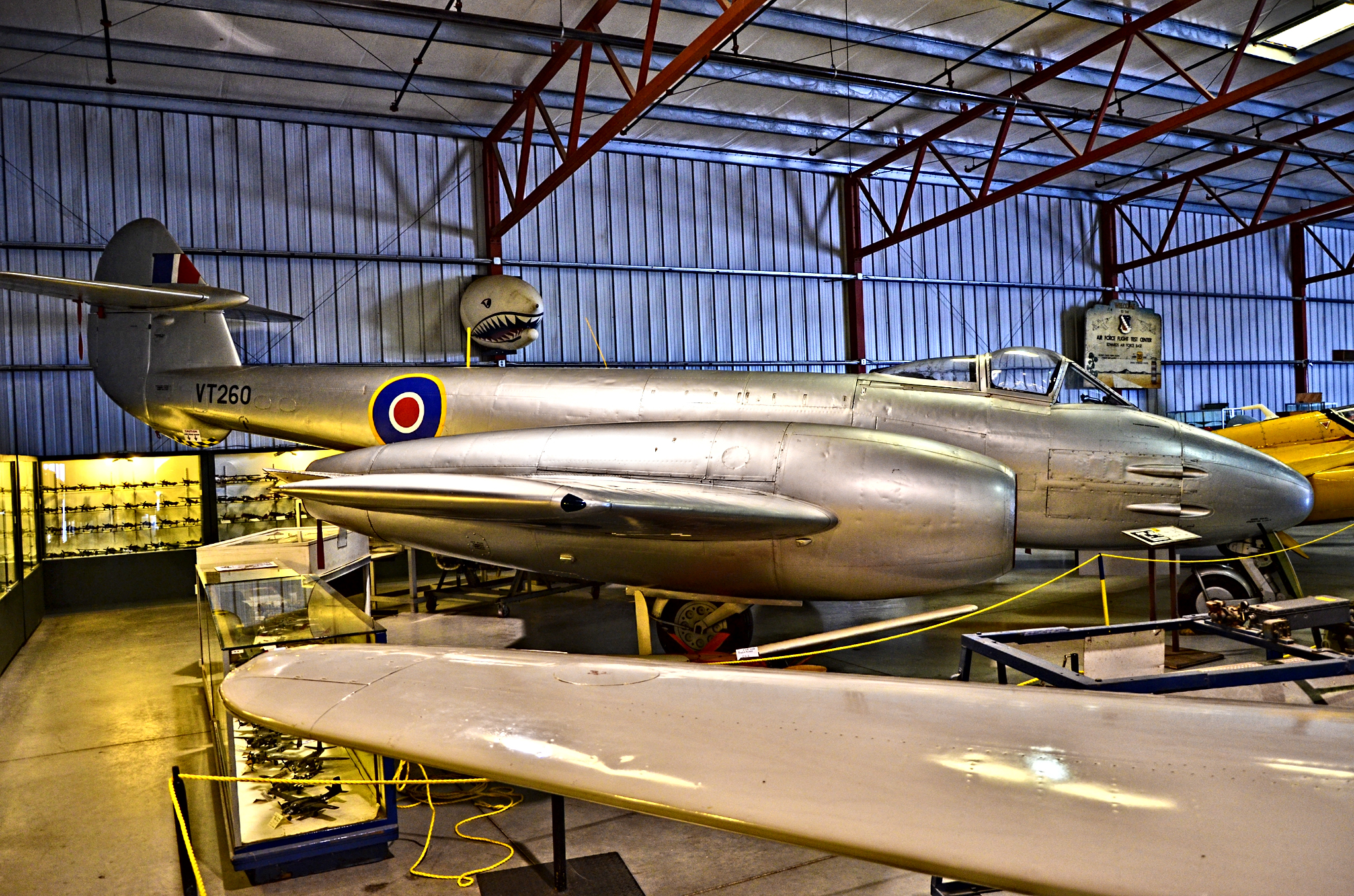
ミーティア F Mk.IV 製造番号 VT260。
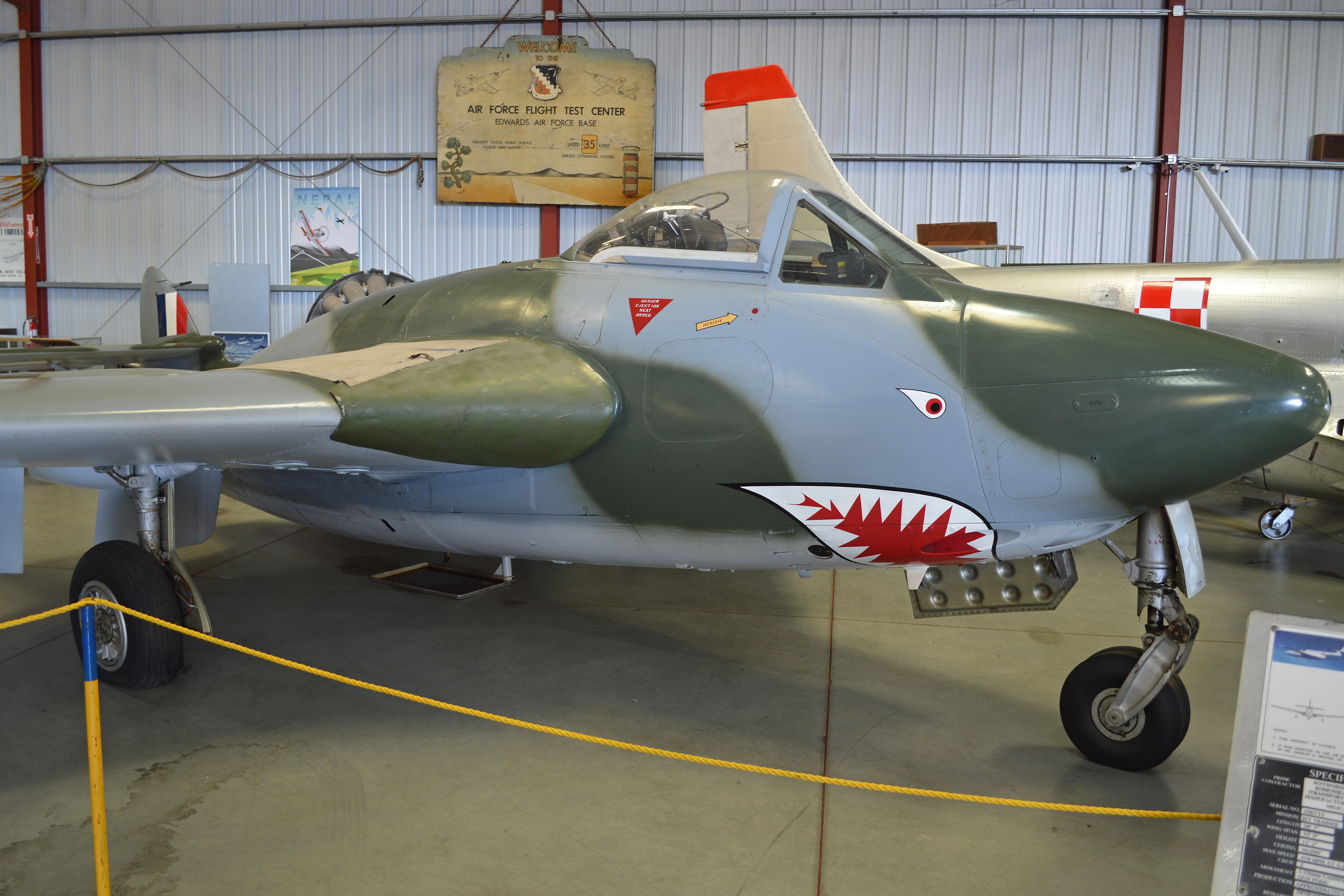
DH.100 FB Mk.VI 製造番号 638。
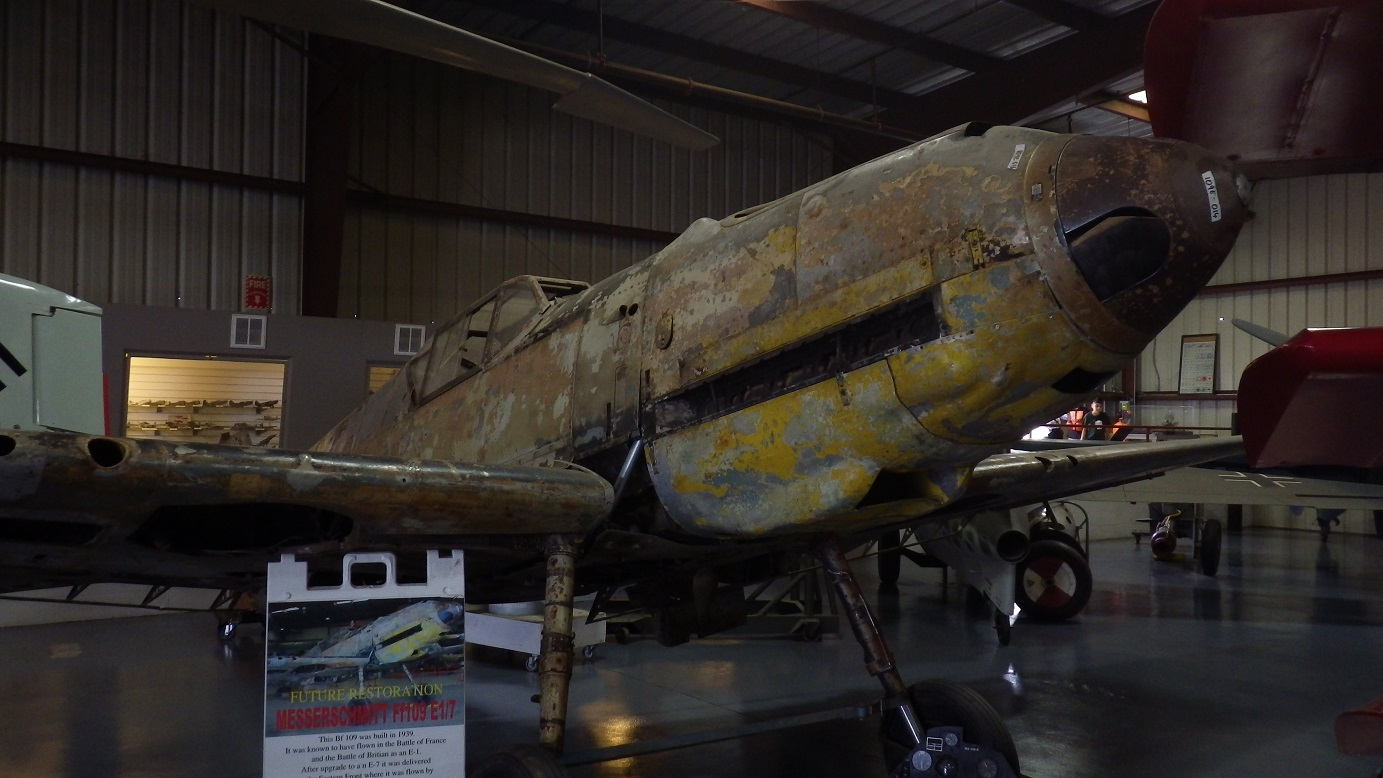
Bf 109E-7 製造番号 3523。当初E-1で製造されたが、完成前にE-7へと改められた。現在は修復中。
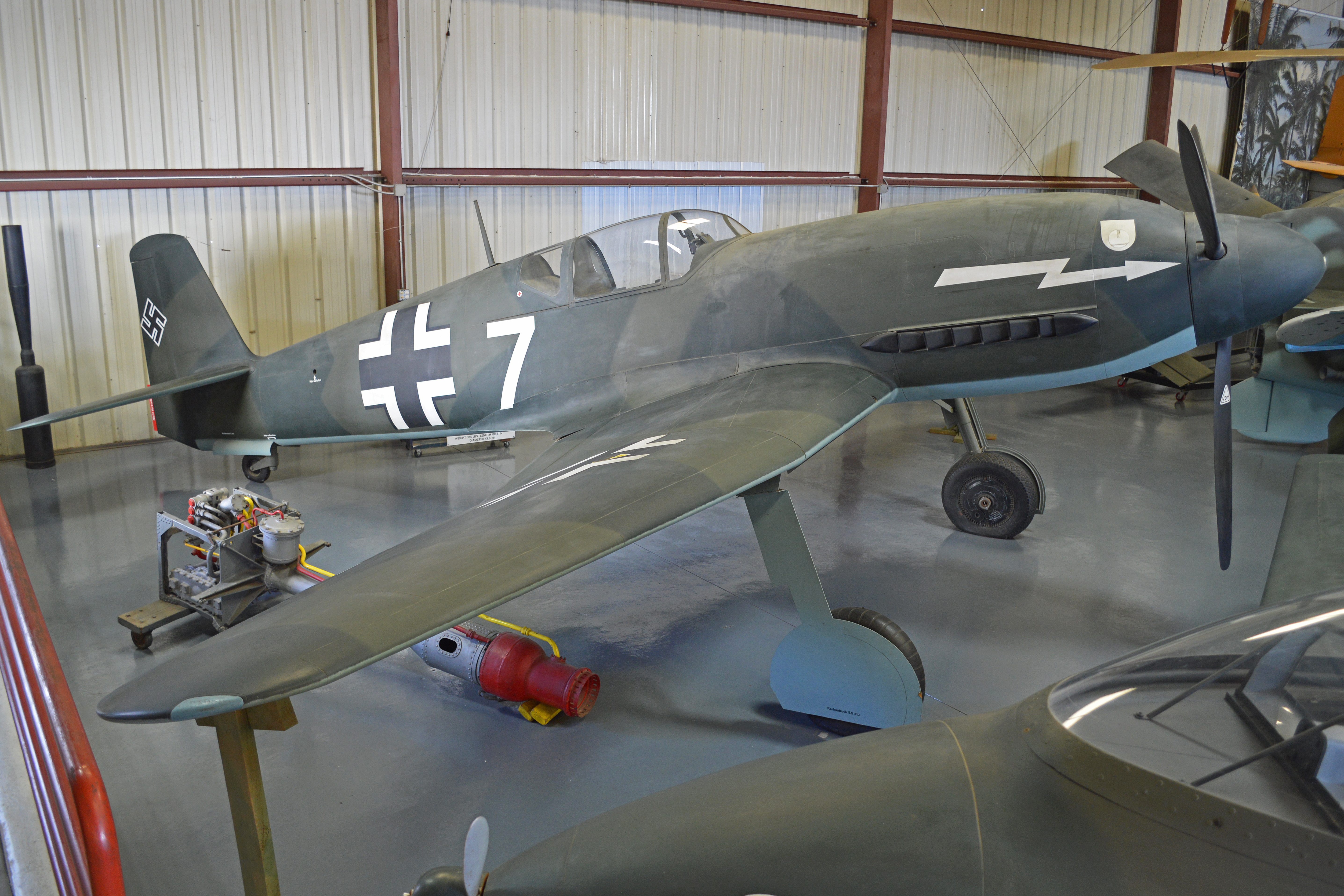
He 100D-1 レプリカ。
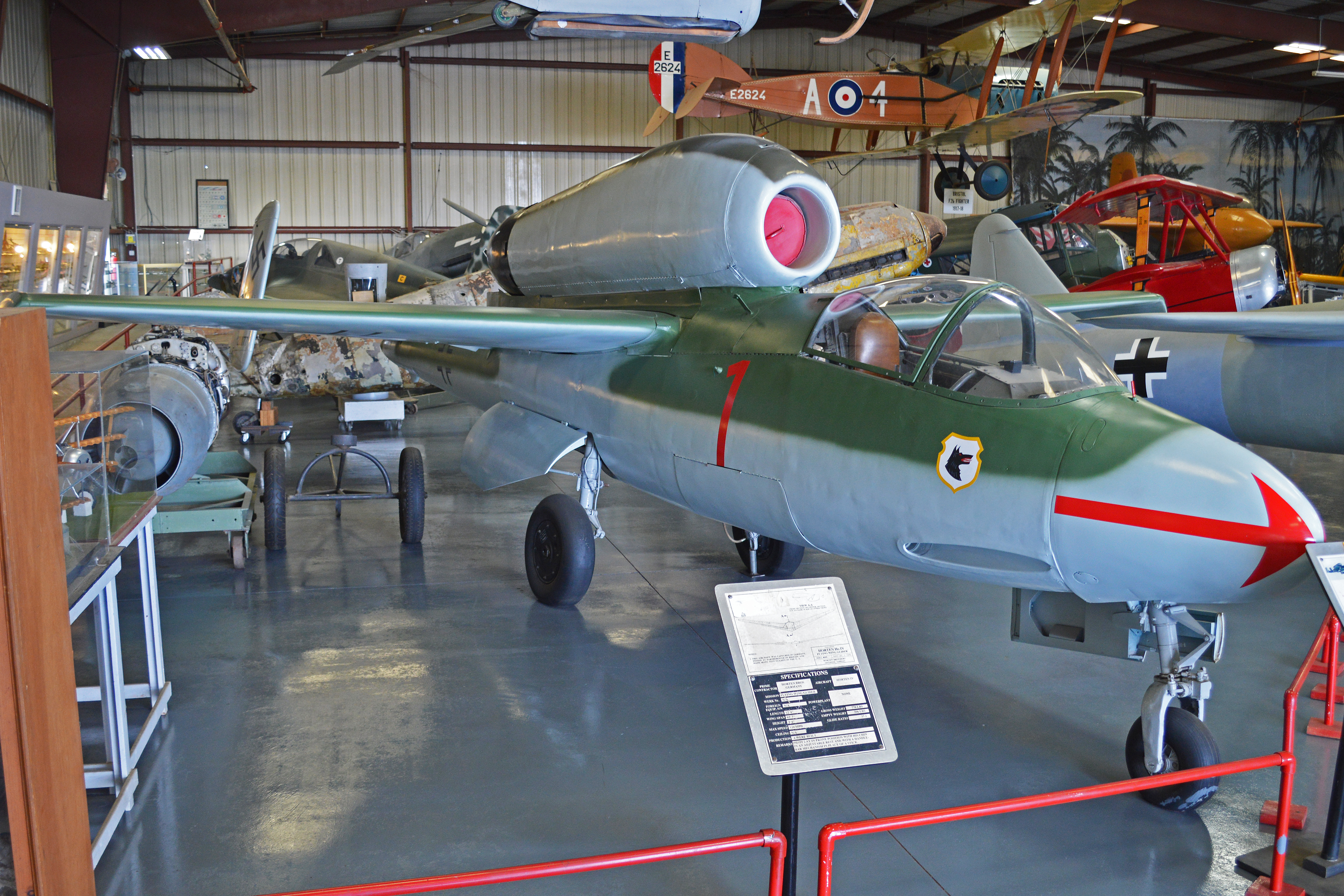
He 162A-2 製造番号 120077。
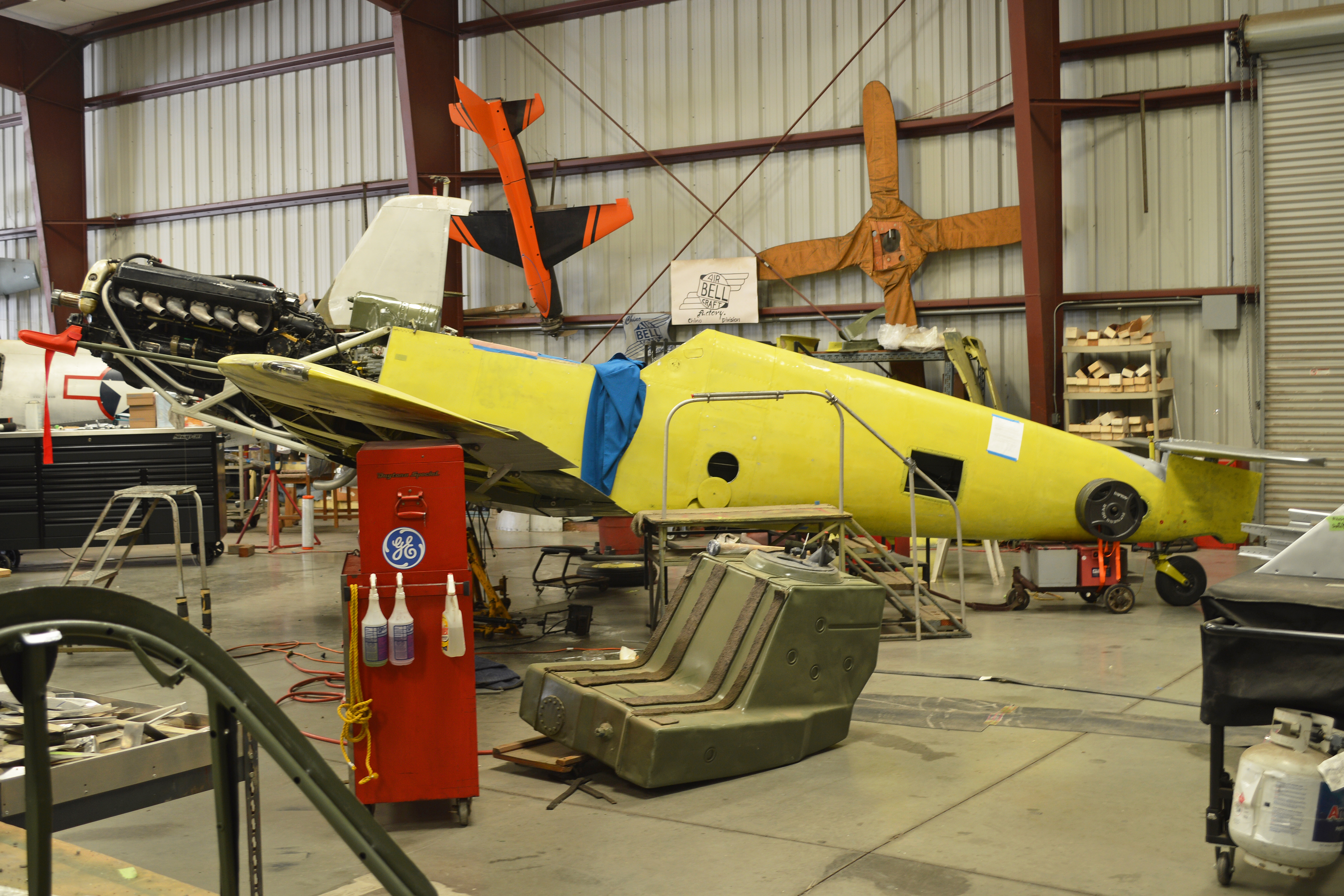
HA-1112-M1L 製造番号 120、機体番号 C.4K-77。
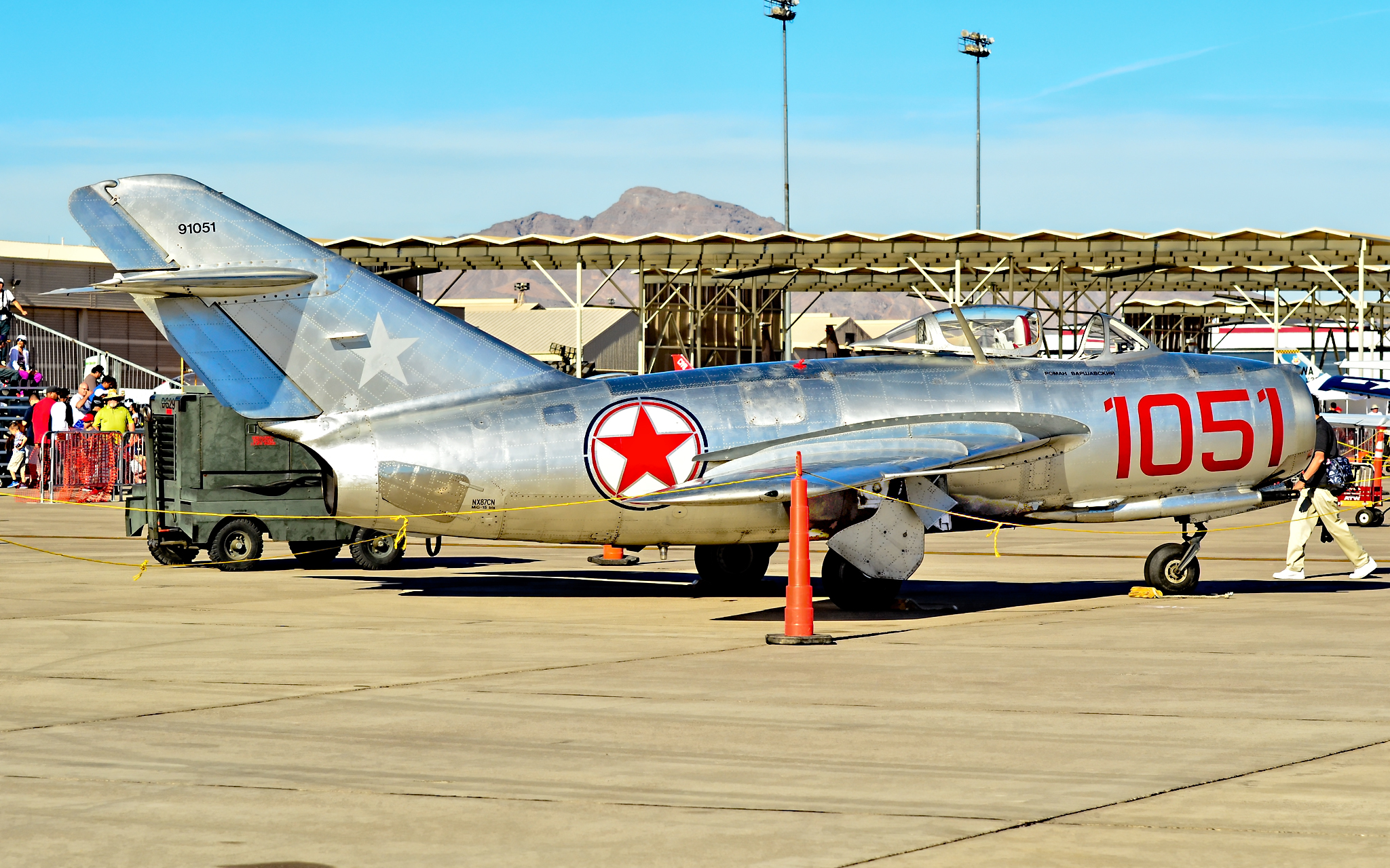
MiG-15 機体番号 910-51。
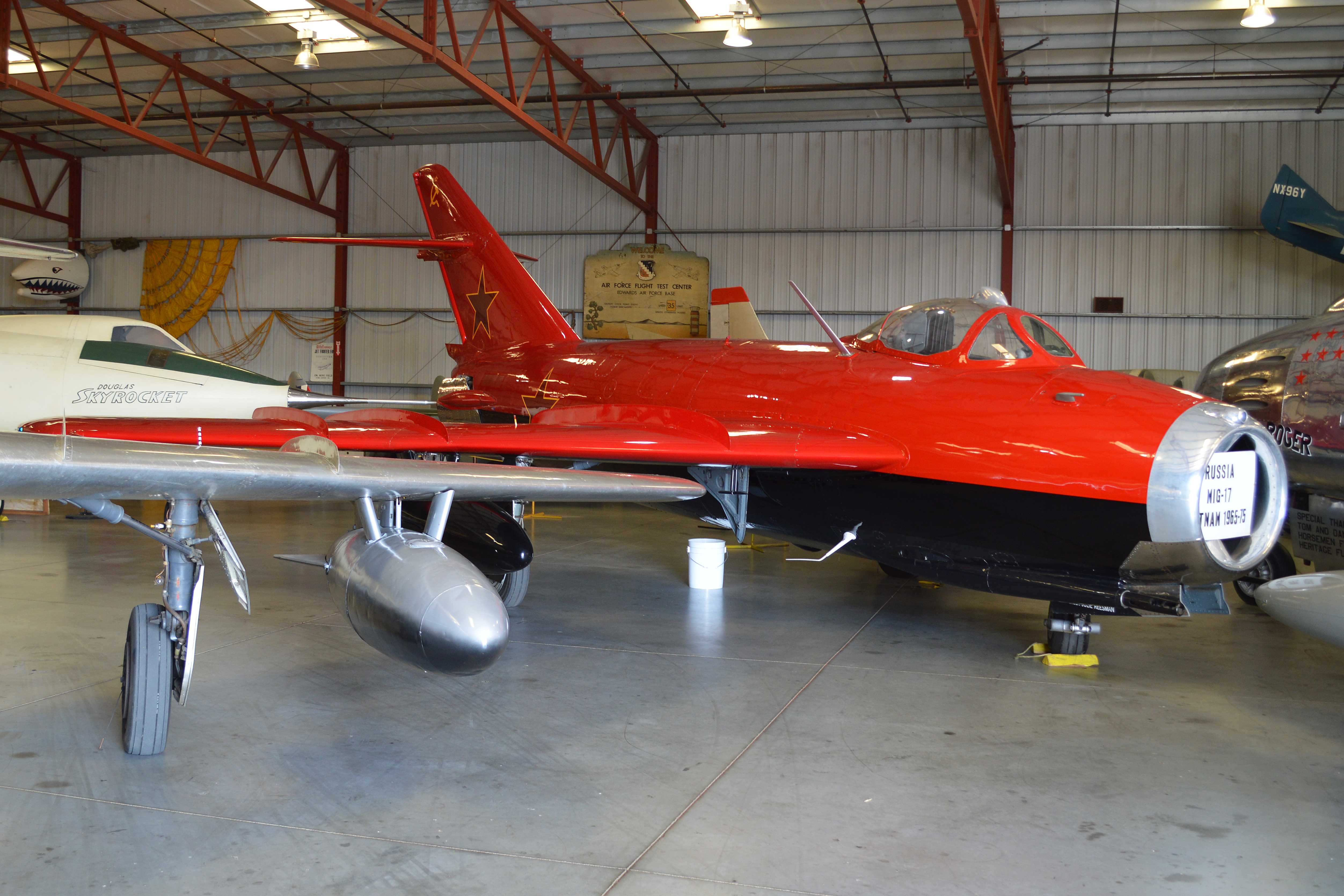
Lim-5 機体番号 1C-1529。
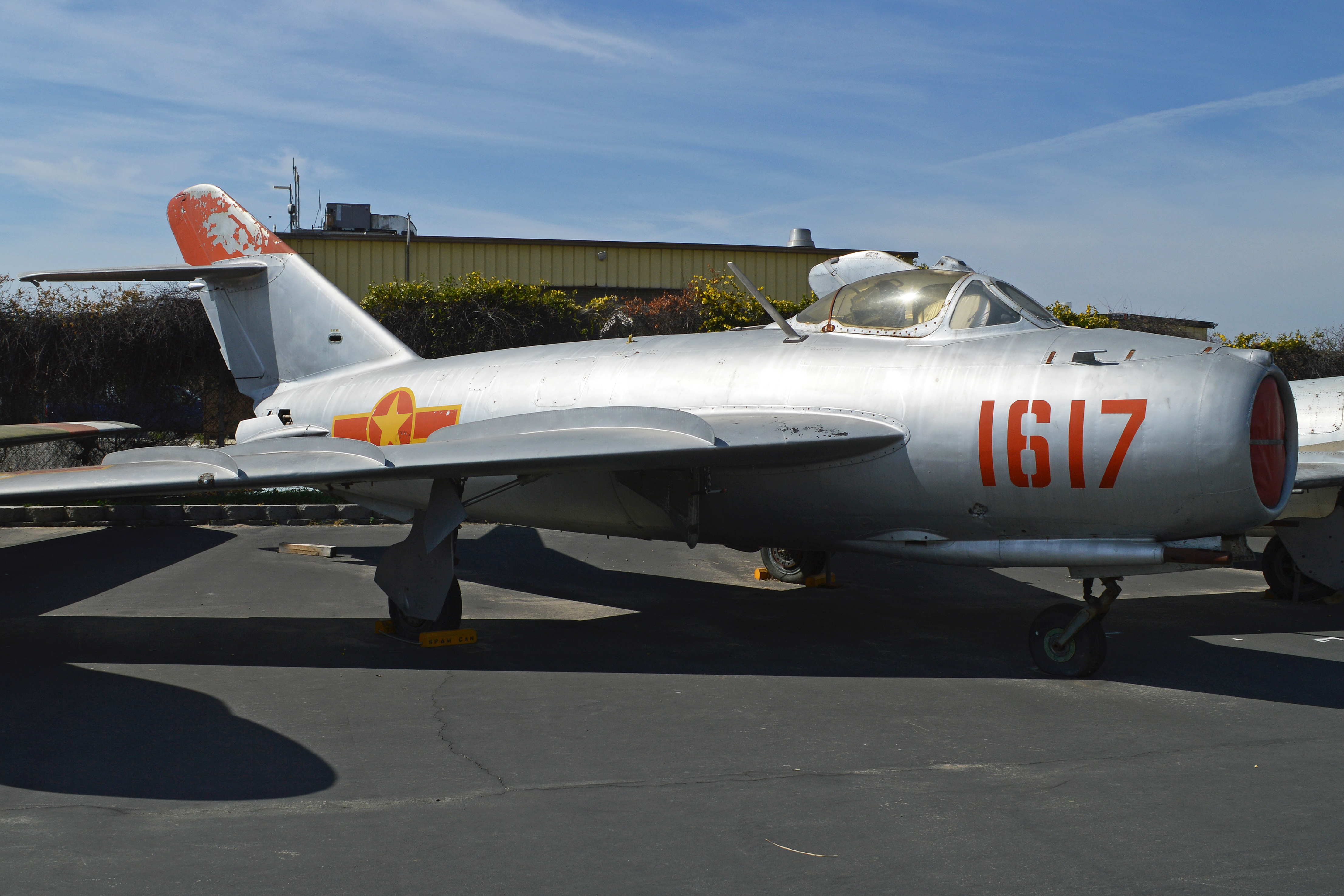
Lim-5 機体番号 1C-1617。
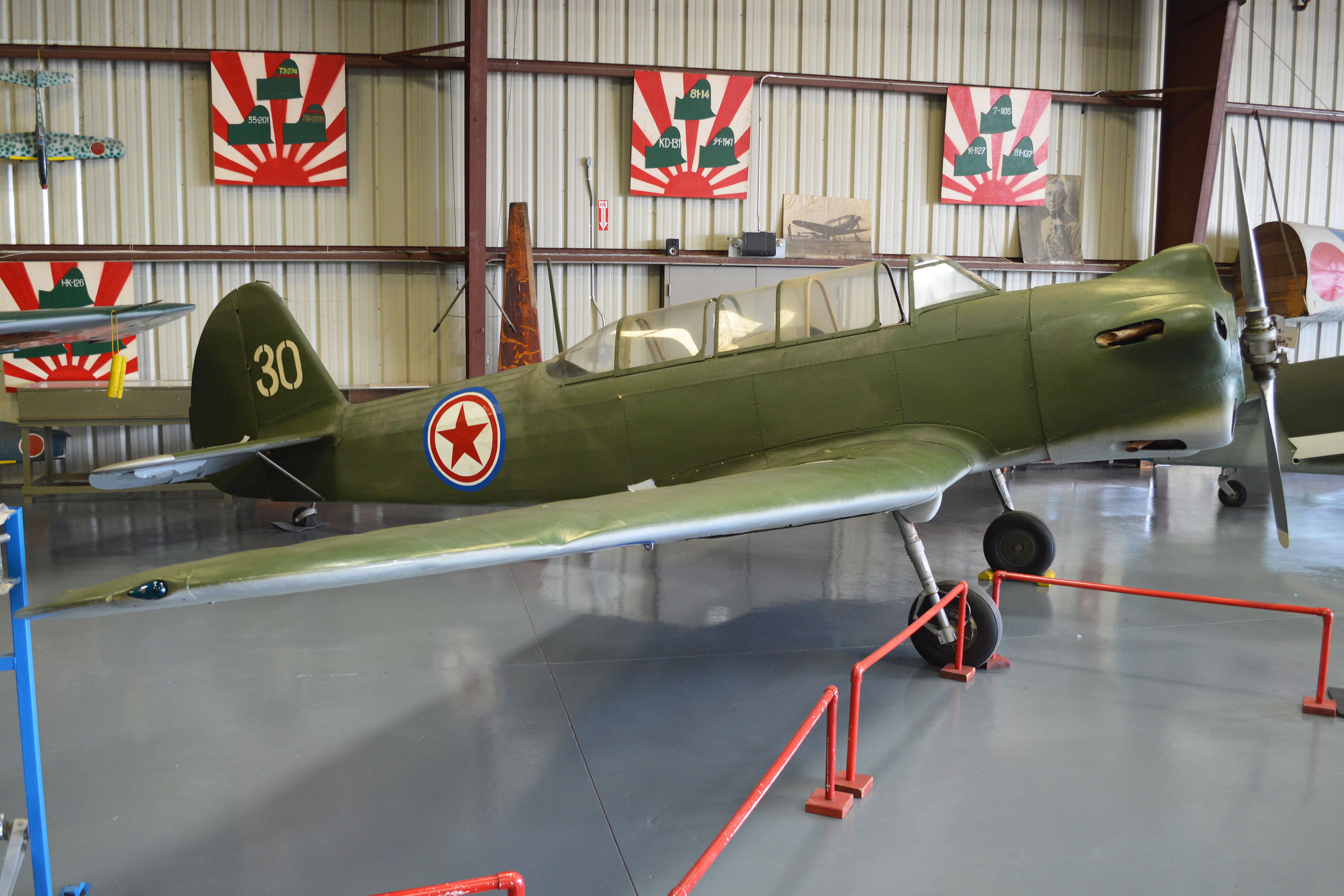
Yak-18 番号など詳細は不明。

## 展示飛行
1ヶ月に1度、特定のテーマ（第一次大戦期の航空機、朝鮮戦争の航空機、実験機など）を設定して小規模なエアショーを実施している。このエアショーはテーマに応じた航空機に関わる人物（パイロットなど）のセミナーから始まり、その後航空機2、3機によるデモフライトが実施される。
また隔年で西海岸最大のエアショーも開催されており、その際には上記の零戦など貴重な航空機の展示飛行が実施される。